# Cobra Kai
Cobra Kai ist eine US-amerikanische Martial-Arts-Dramedy-Serie von Jon Hurwitz, Josh Heald und Hayden Schlossberg, die ab dem 2. Mai 2018 bei YouTube Red, dem Video-on-Demand-Dienst von YouTube, veröffentlicht wurde. Die YouTube-Originals-Serie basiert auf der Filmreihe Karate Kid von Robert Mark Kamen, speziell der Trilogie der 1980er-Jahre. Diese Serienfortsetzung setzt dabei 34 Jahre nach dem ersten Film ein, wobei als Hauptdarsteller erneut William Zabka und Ralph Macchio in ihre alten Rollen schlüpften.
Die Veröffentlichung der zweiten Staffel fand am 24. April 2019 statt. Im Mai 2019 kündigte YouTube eine dritte Staffel an. 2020 wechselte die Serie zu Netflix, welches rückwirkend die ersten beiden Staffeln am 28. August 2020 übernahm und am 1. Januar 2021 die bereits abgedrehte dritte Staffel veröffentlichte. Produzent Sony verhandelte mit Netflix bei der Übernahme bereits über eine vierte Staffel, die am 31. Dezember 2021 veröffentlicht wurde. Am 27. August 2021 wurde bekannt, dass Netflix die Serie frühzeitig um eine fünfte Staffel verlängern ließ. Diese wurde am 9. September 2022 ausgestrahlt. Am 20. Januar 2023 wurde bekannt, dass die Serie um eine sechste und zugleich letzte Staffel verlängert wurde. (Allerdings seien Ideen für eine, ggfs. auch mehrere Spin-off-Serien vorhanden, um das Franchise fortführen zu können.) Die sechste Staffel soll dabei 15 Folgen umfassen, statt zehn, wie die ersten fünf Staffeln. Die ersten fünf Folgen der sechsten Staffel wurden am 18. Juli 2024, die zweiten fünf am 15. November 2024 und die letzten fünf am 13. Februar 2025 auf Netflix veröffentlicht.
Der 2025 erschienene Film Karate Kid: Legends setzt die Serie fort und führte diese mit Karate Kid (2010) zusammen.

## Handlung

### Staffel 1
Wir schreiben das Jahr 2018. 34 Jahre sind seit dem Karateturnierfinale von All Valley vergangen. Johnny Lawrence steht vor den Trümmern seines Lebens. Geschieden und mit einem jugendlichen Sohn, zu dem er kaum Kontakt hat, schlägt er sich mehr schlecht als recht mit Handwerks- und Hausmeistertätigkeiten durchs Leben. Als sich eine reiche Kundin von ihm beleidigt fühlt, verliert er auch noch diese Stelle. Tatsächlich hat er die Niederlage gegen Daniel LaRusso im Finale von 1984 nie richtig verkraftet, und nachdem Johnny sich nach dem Tode seiner Mutter von seinem reichen, aber kaltherzigen Stiefvater abwandte, ging es mit ihm nur bergab.
LaRusso hingegen wandelte sich zum erfolgreichen Autohändler und Leiter mehrerer Filialen. Dadurch gelangte er zu erheblichem Wohlstand und kokettiert in der Öffentlichkeit nach wie vor mit einem Karate-Image. Sorgen bereiten ihm allerdings sein desinteressierter Sohn und seine Tochter, bei der er fürchtet, sie zu einer „reichen Göre“ zu verziehen.
Abends in einem Supermarkt begegnet Johnny dem Jugendlichen Miguel, der seit kurzem mit seiner Mutter und Großmutter Johnnys Nachbar in der gleichen, heruntergekommenen Wohnsiedlung ist. Von einer Gruppe High-School-Mitschüler wird dieser schikaniert und verprügelt, bis Johnny schließlich einschreitet. Die Wut der Gruppe richtet sich nun auf ihn und gemeinsam attackieren sie Johnny. Mit seinen Karatefähigkeiten setzt er sich allerdings zur Wehr und streckt sie alle nieder, wird dann jedoch von der Polizei festgenommen. Miguel zeigt sich davon derart beeindruckt, dass er Johnny anschließend bittet, ihn zu unterrichten, was dieser jedoch ablehnt.
Johnnys alter Pontiac Firebird wird angefahren und schwer demoliert, zu seinem Missvergnügen brachte das Abschleppunternehmen das beschädigte Auto ausgerechnet in eine von LaRussos Werkstätten. Nach vielen Jahren begegnen sich die beiden so wieder. Daniel gibt sich zwar vorgeblich freundlich, benimmt sich gegenüber Johnny aber auch herablassend und überheblich. Aus Geldnot akzeptiert Johnny widerwillig die angebotene Gratis-Reparatur des Fahrzeugs.
In Johnny reift der Wunsch zur Veränderung. Mit dem Geld, das er von seinem Stiefvater erhielt, der sich damit von allen weiteren Verpflichtungen freikaufen wollte, mietet er leerstehende Ladenräume an und eröffnet darin das Cobra-Kai-Dojo neu, mit Miguel als seinem ersten Schüler. Zu schaffen machen ihm anfangs aber „neumodische“ Hygiene- und Sicherheitsvorschriften. Zwischen ihm und dem vaterlosen Miguel entwickelt sich eine Art Freundschaft. Dieser erklärt Johnny aktuelle Technik, Johnny wiederum bringt ihm den Rock und Metal der 80er näher. Zwar kommt es mitunter zu Reibereien zwischen beiden, aber er ermuntert Miguel vor allem zu mehr Mut, Selbstbewusstsein und Wehrhaftigkeit gegenüber seinen Häschern.
Als Daniel von der Existenz des neuen Cobra Kai erfährt, reagiert dieser mit Entsetzen. Auch, da dieses das gleiche Schlangenlogo, die gleichen schwarzen Uniformen und das gleiche Motto („Strike first, strike hard, no mercy“ – „Schlag zuerst, schlag hart, keine Gnade“) nutzt. Während Daniel befürchtet, Johnny würde eine neue Generation an Schlägern heranzüchten, wird das Dojo vor allem ein Anlaufpunkt für Außenseiter und Mobbingopfer, die dort auf Zusammenhalt und Kameradschaft stoßen. Daniel muss auch erkennen, dass dieses Mal womöglich der Freundeskreis seiner Tochter die Rolle der Schurken innehat.
Zwischen Johnny und Daniel flammt die alte Rivalität wieder auf. Unwissend, dass es sich dabei um Johnnys Sohn handelt, nimmt er sich auch des Problemkinds Robby an, dem er nicht nur einen Job im Autohaus verschafft, sondern auch die Philosophie Miyagis, seines alten, längst verstorbenen Meisters, nahe bringt. Zudem kommen sich Miguel und Daniels Tochter Sam näher. Eher zufällig entdecken Daniel und Johnny, dass beide mehr Gemeinsamkeiten haben, als sie zugeben wollen. Ein gemeinsamer Tag der Verbrüderung endet noch am selben Abend jäh, als Johnny und Daniel in dessen Dojo auf Robby treffen. Daniel erfäht, dass Robby Johnnys Sohn ist, und Johnny, dass Robby von Daniel trainiert wird. Jeder fühlt sich vom anderen verraten, und der Abend endet im heillosen Streit. Ein Missverständnis beendet auch die Beziehung zwischen Miguel und Sam.
Zum Staffelfinale steht das berühmte All-Valley-Turnier an. Johnny tritt mit seinen Schülern an, Robby als unabhängiger Teilnehmer; er hatte sich ohne Daniels Wissen selbst angemeldet. Kurz vor dem Finale kommt es zur Versöhnung, und Robby wird offiziell Vertreter von Miyagi-Do-Karate, so dass die Finalgegner, wie schon vor 33 und 34 Jahren, von Cobra Kai und Miyagi-Do gestellt werden. Miguel gewinnt den Kampf durch überharten und unsauberen Kampfstil, kann sich daran aber nicht erfreuen, weil er Sam vermisst.

### Staffel 2
Nach dem Turnier kommt auch John Kreese wieder ins Spiel und versucht Cobra Kai wieder für sich zu gewinnen. Johnny Lawrence weist Kreese die ersten Male ab, bekommt allerdings Mitleid mit dem lange verschollenen Veteranen und lädt ihn in sein Dojo ein. Kreese gelobt, sich Johnnys Führung, welche zwar ebenso knallhart, aber im Gegenzug zu früher nicht unfair und rücksichtslos ist, unterzuordnen, hat aber von Anfang an nur seine eigenen Interessen im Sinn.
Während Daniel aus Sam und Robby eine harmonische Einheit formt, bei der sich auch romantische Gefühle füreinander entwickeln, taucht mit Tory eine neue schlagkräftige Schülerin im Cobra Kai Dojo auf. Tory und Sam entwickeln in kürzester Zeit ein vergiftetes und feindliches Verhältnis, und als Tory mitbekommt, dass ausgerechnet Sam die Exfreundin von Miguel ist, der er noch immer hinterhertrauert, macht sie sich an Miguel ran, um ihn abzulenken.
Tory stammt aus schwierigen Verhältnissen. Sie ist 17 Jahre alt und hat einen 8-jährigen Bruder namens Brandon. Beide leben bei ihrer schwerkranken Mutter. Einen Vater gibt es nicht, also muss Tory als Familienoberhaupt agieren, Geld nach Hause bringen, und sich um beide kümmern. Tory's Tante mütterlicherseits macht ihr ebenfalls das Leben schwer, da sie Geld für ihr Schweigen fordert, ansonsten müssten Tory und ihr Bruder ins Heim. Sam ist als Kind reicher Eltern damit ein ideales Feindbild für Tory, und die Rivalitäten nehmen stetig zu.
Als Daniel erfährt, dass Kreese wieder im Spiel, und nicht, wie früher behauptet, verstorben ist, kommen in ihm schlechte Erinnerungen hoch und er versucht weitere Schüler zu bekommen, um eine noch stärkere Einheit gegen Cobra Kai zu bilden. Währenddessen erfährt Johnny, dass sein alter Schulfreund Tommy im Sterben liegt, und die damaligen Motorradkumpels noch einmal zusammenkommen sollen. Zu viert machen sie sich auf einen Roadtrip, welcher Tommy ein letztes Mal Freiheit schenkt, ehe er unterwegs verstirbt. Kreese übernimmt derweil das Training von Cobra Kai und kümmert sich auch um die von Johnny vernachlässigte Buchhaltung – natürlich zum eigenen Vorteil für Kreese. Als Johnny nach seiner Rückkehr die Veränderungen im Trainingsverhalten seiner Schüler bemerkt, wirft Johnny Kreese endgültig raus.
Bei einem Abendessen in einem schicken Restaurant treffen Daniel & Amanda zufällig auf Johnny & Carmen, und wider Erwarten wird es ein harmonischer Abend zu viert. Erneut müssen Johnny und Daniel einsehen, dass sie mehr miteinander gemeinsam haben, als sie zugeben wollen. Zeitgleich treffen die verfeindeten Schüler auf einer privaten Party aufeinander, ein offener Kampf wird nur durch das Eintreffen der Polizei, welche die Party sprengt verhindert. Robby bringt die völlig betrunkene Sam zum Ausnüchtern zu Johnny. Als Daniel bemerkt, dass Sam nicht zu Hause geschlafen hat, ortet er ihr Handy, und fährt wutentbrannt zu Johnny, um sie abzuholen. Die gerade erst gefundene gemeinsame Basis ist erneut zerstört.
Der Kampf zwischen den Dojos gipfelt am ersten Schultag nach den Ferien in einer ausufernden, brutalen Massenprügelei in der Schule. Nachdem Tory auf der Party gesehen hatte, dass Sam und Miguel sich wieder versöhnt, und auch geküsst haben, sinnt diese auf blutige Rache, und greift Sam an. Robby und Miguel wollen dazwischen gehen, und schlimmeres verhindern, dadurch eskaliert die Situation aber nur noch mehr.
Miguel besiegt Robby, zeigt allerdings „Gnade“. Robby stößt daraufhin Miguel mit einem wütenden Tritt über ein Geländer, so dass dieser mehrere Etagen abstürzt und schwer am Rücken verletzt wird. Auch für Sam endet der Kampf im Krankenhaus.
Carmen gibt Johnny die Schuld für Miguels Verletzung und beendet die Beziehung. Als Johnny sich in sein Dojo zurückziehen will, findet er dort Schüler vor, die trainieren. Ihr Trainer ist Kreese. Dieser hatte Johnnys Abwesenheit auch dazu genutzt, den Mietvertrag für das Dojo auf sich umzuschreiben, und die Schüler gegen Johnnys „Weichei-Methoden“ aufzuhetzen, so dass sie nun Kreese folgen. Für die Schüler ist Johnny daran schuld, dass Miguel verletzt wurde, da er Robby wegen Johnnys Ratschlägen nicht k. o. schlug, als er die Gelegenheit dazu hatte.
Zum Staffelfinale fährt Johnny an den Strand, um seinen Frust in Alkohol zu ertränken. Schließlich wirft er sein Handy weg und lässt sein zum „Cobra-Mobil“ umgestyltes Auto mitsamt den Schlüsseln darin am Strand stehen. Auf dem Display des Handys ist zu sehen, dass Ali Mills Schwarber, die Exfreundin sowohl von Johnny, als auch Daniel, eine Facebook-Freundschaftsanfrage geschickt hat.

### Staffel 3
Nachdem Miguel wieder aufgewacht ist, versucht Johnny sein Bestes, um Miguel wieder zu alter Stärke zu bringen und das Gehen wieder zu ermöglichen. Daniel reist nach Okinawa und triff seine Jugendliebe Kumiko wieder. Chozen taucht auf und es stellt sich heraus, dass er sich gewandelt hat und die Ereignisse von damals bereut. Er bringt Daniel Elemente des offensiven Miyagi-Do Stils bei, welchen dieser vorher nie erlernte. Miguel kann durch Johnnys „Therapie“ wieder laufen und setzt seine Beziehung mit Sam fort.
Kreese hat sich das Vertrauen von Johnnys Sohn Robby erschlichen. Er besucht ihn im Jugendgefängnis und bietet ihm an, Cobra Kai beizutreten, um offensiver kämpfen zu lernen. Robby hat ein blaues Auge erlitten, da er im Jugendgefängnis mit dem bulligen Straßenschläger Shawn Payne aneinandergerät. Im Jugendgefängnis begegnet Robby auch Tory, die wegen ihrer Schulprügelei mit Sam ebenfalls eine kurze Zeit dort verbringen muss. Robby beschuldigt Tory, die Schlägerei in der Schule begonnen zu haben; sie bedankt sich bei ihm, sie beendet zu haben. Beide machen sich zuerst Vorwürfe, aber Tory macht Robby klar, dass sie letzten Endes beide von Sam und Miguel getäuscht wurden, und nun im selben Boot sitzen. Dieses Gespräch bestärkt Robby, nach seiner Entlassung Kreese im Cobra Kai Dojo aufzusuchen, in dem er sich mit den dortigen Schülern um Hawk, Kyler und Tory anfreundet. Tory und er machen erste Andeutungen, sich näher zu kommen.
Kreese beginnt, das erste Mal menschliche Züge zu zeigen. Er sorgt sich um seine Schülerin Tory. Diese kann aufgrund einer Erpressung durch ihren Vermieter nicht mehr zum Karate Training kommen. Der Vermieter bietet Tory an, die Miete zu mindern, wenn sie mit ihm schläft. Die taffe Tory lehnt ab und bricht dem Vermieter, der sie anfassen will, dabei fast den Arm. Kreese geht Tory daheim besuchen und fragt was los ist. Als er es mitbekommt, nimmt er sich Torys Problem an, und gibt dem Vermieter einen Denkzettel, indem er ihm fast den Finger abschneidet. Er sagt, er solle Tory in Ruhe lassen. Tory kann nun wieder zum Training gehen. Kreese vertraut Tory an, dass er sie im Gegensatz zu all seinen anderen Schülern für eine geborene Kämpferin hält.
Ali Mills, die Jugendliebe von Johnny und Daniel, taucht wieder in Los Angeles auf. Sie trifft sich zuerst mit Johnny und verbringt mit ihm einen erlebnisreichen Abend. Die beiden gehen an die gleichen Orte, welche sie damals als Teenie-Paar besucht hatten. Ali war mit einem Arzt namens Schwarber verheiratet, ist aber mittlerweile wieder von ihm geschieden. Auch wenn es zu einem kleinen Flirten der beiden kommt, wird klar, dass Johnny nun mit Carmen glücklich ist, und Ali auch mehr an einem freundschaftlichen Verhältnis interessiert ist.
Kurz vor Weihnachten 2018 überschlagen sich die Ereignisse. Daniel taucht mit seiner Frau Amanda auf einer Weihnachtsfeier auf, auf welcher auch Johnny und Ali sind. Ali macht den Streithähnen Daniel und Johnny klar, dass die beiden stets immer nur ihre eigene Version von Geschehnissen sehen und keine zweite Meinung zulassen. Dies wär der primäre Grund für ihre Streitereien. Beide erkennen dies zum ersten Mal und zeigen sich einsichtig.
Während der Weihnachtsfeier waren Cobra Kai-Schüler in das Haus der Familie LaRusso eingedrungen, angeführt von Tory und Hawk. Im Haus befanden sich zu dem Zeitpunkt die Miyagi-Do- und Eagle Fang-Schüler, darunter Sam und Miguel. Hawk erkennt nun, dass Cobra Kai ihn zu einem brutalen Monster gemacht hat, das sogar seinem einst guten Freund Demetri einige Wochen zuvor den Arm brach, und er wechselt die Seiten, um Demitri zu helfen. Tory kämpft mit Nunchaku gegen Daniels Tochter Sam, die sich mit einem Langstock verteidigen kann, wie sie es von ihrem Vater gelernt hat. Sie überwältigt Tory, die wütend davon geht und Hawk des Verrats beschuldigt.
Als Johnny von der Feier zu Carmen geht und ihr seine Liebe gestehen will, empfängt sie ihn mit weinenden Augen. Er betritt ihr Haus und sieht den schwer im Gesicht verletzten Miguel. Er fragt ihn, was passiert ist und erfährt nun, dass Kreese seine Cobra Kai-Schüler in das LaRusso-Haus geschickt hatte, um dort alle Miyagi-Do- und Eagle Fang-Schüler anzugreifen.
Johnny geht zum Cobra Kai-Dojo, konfrontiert Kreese und kämpft gegen ihn, aber Robby greift ein und hilft Kreese. Johnny knockt seinen Sohn Robby versehentlich aus, als dieser ihn attackiert und durch die Wucht seines eigenen Angriffs mit dem Kopf gegen eine Wand prallt. Dies nutzt Kreese aus und ist kurz davor, Johnny bewusstlos zu würgen. Dann taucht Daniel auf und besiegt Kreese in einem Kampf, indem er die von Chozen gelernte Druckpunkt-Technik des Miyagi-Do-Karate anwendet, die Gliedmaßen durch bestimmte Treffer kurzzeitig lähmt. Daniel und Johnny fordern Kreese auf, Cobra Kai zu schließen. Kreese bietet den beiden an, es mit einem All Valley-Turnierkampf zu entscheiden. Verliert er mit seinen Cobra Kai-Schülern gegen die Schüler von Johnny und Daniel, schließt er Cobra Kai und geht. Sollten Johnny und Daniels Schüler verlieren, müssen sie ihre Dojos schließen. Beide stimmen zu. Zum Schock für Daniel und Johnny schließt sich Robby Kreese an. Daniels und Johnnys Schüler schließen sich zusammen, genau wie die beiden selbst. Während Kreese ein altes Foto von sich und seinem alten Freund Terrance „Terry“ Silver anschaut, zu seinem Handy greift und eine Nummer wählt.
Des Weiteren werden Details zur Vergangenheit von John Kreese und Terry Silver bekannt. Kreese arbeitete 1965 als Kellner in einem Restaurant. Eines Tages tauchten zwei Rabauken auf, die eine schöne Frau namens Betsy dabei hatten. Einer der Rabauken stellt Kreese das Bein, und er fällt zum Gelächter der Restaurantbesucher samt Tabletts auf den Boden. Vor dem Restaurant wird Kreese Zeuge, wie die beiden Rabauken einen Streit mit Betsy haben. Er hilft ihr und wird zuerst verprügelt, kann den Spieß aber umdrehen und die beiden in die Flucht schlagen. Betsy bedankt sich bei ihm, und sie werden kurz darauf ein Paar.
Drei Jahre später, im Jahr 1968, wird Kreese in den Vietnamkrieg eingezogen. Er verabschiedet sich von Betsy und verspricht ihr, wieder gesund nach Hause zu kommen.
Im Lager trifft Kreese u. a. Terry Silver, der zu seiner Einheit gehört. Sein Vorgesetzter, der Commander George Turner, bringt ihm einige Kampftechniken bei, die dieser vom Tang Soo Do Meister Kim Sun-yung beigebracht bekam. Eines Tages bekommt Turner einen Brief, der an Kreese gerichtet ist. Turner liest den Brief und sagt, der Inhalt soll Kreese nicht mitgeteilt werden, da er ihn nur ablenken und belasten würde. In einem Einsatz werden Kreese und seine Einheit vom Vietcong gefangen genommen. Zur Unterhaltung werden sie gezwungen, nacheinander in Zweikämpfen bis zum Tod zu kämpfen. Die Kämpfe werden auf einer kleinen, aus Holz gebauten Brücke ausgetragen, die über einem Graben liegt. Im Graben befinden sich Schlangen. Die Kämpfe enden in der Regel so, dass einer der Kämpfer runter fällt und von den Schlangen getötet wird.
Als Silver aufgefordert wird, gegen Turner zu kämpfen, erleidet er einen Nervenzusammenbruch und kauert in der Ecke des Käfigs, in welchem die Einheit gefangen ist. Kreese springt für Silver ein. Auf dem Weg zur Holzbrücke erzählt Turner Kreese nun, was in dem Brief stand. Seine Freundin Betsy sei bei einem Autounfall gestorben. Kreese wirkt geschockt und reagiert ungläubig, was Turner dazu verleitet, sich über Betsys Tod lustig zu machen. Nach einem blutigen Kampf gelingt es Kreese, seinen Commander von der Brücke zu werfen. Als dieser sich fest hält und kurz davor ist runter zu fallen, schreit er Kreese an, ihm wieder hoch zu helfen. Aber Kreese selbst hatte gelernt, dass er seinem Commander nicht vertrauen kann, und stößt ihn mit den Worten „Keine Gnade“, die später sein Motto werden würde, zu den Schlangen.
Er befreit Silver und den Rest seiner Truppe. Silver schwört ihm als Freund ewige Treue, und dass er ihm sein ganzes Leben helfen wird, ganz egal wobei. Silver betont, er werde auf ewig in Kreeses Schuld stehen. Beide lassen sich später die gleiche Schlangen-Tätowierung anfertigen, Kreese auf den rechten Oberarm, Silver auf die linke Torso-Seite. Kreese beschließt einen Karate-Stil zu gründen, dem er den Namen Cobra Kai gibt. Er heuert Silver als Partner an.

### Staffel 4
Daniel und Johnny verbünden sich, um gegen Kreese vorzugehen. Dieser kontaktiert seinen alten Freund Terry Silver, muss aber erkennen, dass dieser mit seinem alten Leben abgeschlossen hat, und zu einer sehr verweichlichten Person wurde. Zuerst lehnt Silver sein Angebot ab, aber das Gespräch weckt in ihm alte Geister. Er entschließt sich letztlich doch zu einer Partnerschaft mit Kreese. Beide wollen mit Cobra Kai Daniels Miyagi-Do und Johnnys Eagle Fang-Karate beim All Valley-Turnier schlagen. Daniels Tochter Sam blüht in Johnnys offensivem Stil auf, während Johnnys „Adoptivsohn“ Miguel von Daniels defensivem Stil begeistert ist. Dies führt zwischen Johnny und Daniel zu Spannungen, was zum Ende ihrer Zusammenarbeit führt. Johnnys leiblicher Sohn Robby hingegen bringt den Cobra Kai-Schülern diverse Techniken aus dem Miyagi-Do-Karate bei.
Robby und Kreeses Lieblingsschülerin Tory, die früher eine kurzzeitige Romanze mit Miguel hatte, entwickeln langsam Gefühle füreinander. Das Verhältnis von Kreese und Silver wird immer angespannter, da Silver andere Einstellungen und Methoden verfolgt. Im Gegensatz zu Kreese hat er nicht vergessen, wie die Fehde mit Miyagi und Daniel endete, und er will den gleichen Fehler nicht wieder machen. Kreese konfrontiert Silver mehrfach, der daraufhin wieder anfängt, Alkohol zu trinken, was sein Wesen mehr und mehr verändert. Silver hatte Kreese erzählt, er sei damals in den 80ern auf Kokain gewesen. Aufgrund diverser Ereignisse erkennt Silver, dass Kreese immer noch positive Gefühle für seinen Meisterschüler Johnny hat, und macht dies als Kreeses Schwäche aus.
Inzwischen bekommt Tory unerwartete Hilfe von Daniels Ehefrau Amanda. Zuerst will ihr Amanda einen Denkzettel dafür geben, dass sie mit ihrer Cobra Kai-Gang in ihr Haus einbrach und ihre Tochter Sam verletzte. Sie fordert Tory auf, ihre Tochter Sam in Ruhe zu lassen. Torys Chef und die Kunden des Restaurants, in dem sie arbeitet, werden Zeuge dieses Gesprächs, was zu Torys Entlassung führt. Tory vertraut Kreese an, was passiert ist. Als Kreese Amanda daraufhin konfrontiert, erzählt er ihr von Torys schwerem Leben, dass sie eine schwerkranke, behinderte Mutter hat, und selbst das Essen nach Hause bringen muss. Amanda ist davon schwer bestürzt und will Tory helfen. Diese lehnt ihre Hilfe erst vehement ab, nimmt sie aber später doch an. Tory und Amanda entwickeln ein positives Verhältnis zueinander. Amandas Ehemann Daniel hat für das Verhalten seiner Frau zuerst wenig Verständnis. Dies ändert sich in einem Gespräch der beiden. Es stellt sich heraus, dass Amanda Tory nicht nur wegen der durch sie verschuldeten Entlassung aus ihrem Jobs hilft, sondern auch, weil sie selbst in ihrer Jugend mit ähnlichen Umständen wie Tory zu kämpfen hatte. Dies hatte sie Daniel bisher nie anvertraut.
Die Gefühle zwischen Tory und Robby verfestigen sich beim Abschlussball der High School, als die beiden dort in hochklassiger Kleidung auftauchen und einen Tanz hinlegen, der von allen Anwesenden bestaunt wird. Sam und Miguel, die auch beim Abschlussball tanzen, fühlen sich davon provoziert. Während Tory sich gegenüber Sam bereits seit einiger Zeit friedlich verhält und keine Auseinandersetzung mehr mit ihr sucht, ist es nun Sam, die Tory überall provoziert und angreift. Beim Abschlussball kommt es zu einem von Sam, die Tory ohne Grund einen Tritt in den Magen versetzt, provozierten „Paar-Kampf“, Tory und Robby gegen Sam und Miguel, bei welchem alle im Pool landen. Tory und Robby lachen und haben dabei Spaß, während Sam und Miguel einen kleinen Streit haben. Wenig später in der Dunkelheit und vor einem leuchtenden Riesenrad, sitzen Robby und Tory zusammen in Silvers Ferrari Cabriolet, welches sie von ihm für den Abend geliehen bekamen. Sie kommen sich näher und küssen sich.
Beim All Valley-Turnier 2019 kommt es zum großen Showdown. Das Jungen-Turnier wird von Hawk, der sich Daniels Miyagi-Do angeschlossen hatte, im Finale gegen Robby gewonnen; bei den Mädchen gewinnt Tory gegen Sam. Allerdings haben beide Siege Schattenseiten. Robby war der sichere Sieger, aber er erkannte am Verhalten eines neuen Cobra Kai-Schülers namens Kenny, bei dem es sich um den kleinen Bruders von Shawn Payne handelt, den Robby selbst unter seine Fittiche genommen hatte, dass Cobra Kai aus jedem einen aggressiven Schläger macht. Somit zögert Robby, Hawk den finalen Schlag zu verpassen, um den Siegespunkt zu holen. Hawk kann von diesem Zögern profitieren und Robby kurz danach besiegen. Tory, die beim Tanz auf dem Abschlussball Robby noch anvertraute, sie würde so gern den Pokal gewinnen, um ein Mal in ihrem Leben in irgendetwas die Nummer eins zu sein, muss erkennen, dass Silver den Schiedsrichter bestochen hatte. Ohne diese Bestechung hätte Sam das Finale 3:2 gewonnen, so aber gewann Tory 3:2, da der Schiedsrichter einen legalen Treffer Sams nicht als Treffer zählte.
Als Tory das Gespräch zwischen Silver und dem Schiedsrichter von diesen unbeobachtet sieht, ist sie traurig und schaut auf ihren Pokal. Es ist ihr nun klar, dass der Pokal, den sie so gerne gewinnen wollte, nur durch Betrug des Schiedsrichters von ihr gewonnen wurde. Durch diesen geschmierten Sieg gewinnt das Cobra Kai-Dojo auch das gesamte All Valley-Turnier, da es insgesamt die meisten Siege holte. Somit verlieren Daniel und Johnny ihre Abmachung mit Kreese und müssen ihre Dojos Eagle Fang Karate und Miyagi-Do schließen.
Während ihres Finalkampfes mit Sam trifft Tory sie versehentlich mit dem Ellenbogen am Auge. Silver gibt Tory dann die Anweisung, Sam auch noch auf ihr anderes Auge zu schlagen und unfair zu kämpfen. Tory lehnt dies jedoch ab. Im gleichen Moment erkennt Kreese, als er zu Johnny blickt, dass sein Verhalten damals im Finalkampf von Johnny gegen Daniel falsch war, als er Johnny befahl, unfair zu kämpfen. Johnny hatte ihm zuvor bei einem kurzen, unfreundlichen Gespräch in der Umkleide mitgeteilt, dass er sich selbst damals von Kreese benutzt fühlte, da es diesem nur um Cobra Kai und nicht um die Schüler ging, was Kreese vehement verneinte und sagte, er habe sich immer um Johnny gesorgt.
Kreese will diesen Fehler bei Tory nicht wiederholen und sagt dieser, sie soll kämpfen wie sie selbst es für richtig hält. Tory verneigt sich vor ihrem Sensei Kreese und holt den Siegtreffer mit einem fairen Tritt. Vor dem Mädchenfinale sucht Amanda Tory in der Umkleide auf und bittet diese, sich an die Regeln zu halten und ihre Tochter nicht zu verletzen. Aber sie solle sich nicht zurückhalten und auf Sieg kämpfen. Tory stimmt zu und bedankt sich nochmal für Amandas Hilfe. Nachdem Tory den finalen Tritt landet, der Sam auf den Boden befördert, fragt sie direkt nach ob Sam in Ordnung ist, was dieser, die Tory nach wie vor für eine brutale Psychopathin hält, unter Tränen ein ungläubiges aber auch erstauntes „Was?“ abverlangt.
Daniel und Johnny legen während des Turniers ihren Streit bei, verbünden sich wieder und feuern beide Sam an. Miguel, der sich im Halbfinale gegen Hawk eine kleine Rückenverletzung zuzog und das Finale hätte bestreiten können, verzichtet darauf und verlässt die Halle. Vorher wünscht er seiner Freundin Sam noch alles Gute für das Finale und küsst sie. Er will Sam noch etwas sagen, wird aber unterbrochen, da der Schiedsrichter die Mädchen zum Finale auf die Matte ruft. Miguel hinterlässt seiner Mutter zu Hause einen Brief, in dem er schreibt, er müsse nach Mexiko reisen, um seinen leiblichen Vater zu finden. Er wisse sonst nie, wer er wirklich sei. Einige Tage zuvor hatte Johnny betrunken mit Miguel rührend gesprochen, gesagt er liebe ihn, aber am Ende den Namen seines leiblichen Sohnes Robby erwähnt. Dies zeigte Miguel eindeutig, dass Johnny nun mal nicht sein leiblicher Vater ist. Miguels Mutter Carmen und seine Großmutter finden den Brief und zeigen ihn Johnny. Dieser und Carmen fallen sich in die Arme, und Johnny verspricht ihr, nach Mexiko zu reisen, Miguel zu finden und wieder nach Hause zu bringen.
Kurz bevor Johnny Carmens Wohnung erreicht, geht er noch einmal in sein einst eingerichtetes Dojo. Dort sucht ihn sein leiblicher Sohn Robby auf. Seit Robby 2002 geboren wurde, hatte sich Johnny nie um ihn gekümmert. Jetzt kommt es zur Versöhnung zwischen Vater und Sohn. Robby bricht in Tränen aus und vertraut seinem Vater Johnny an, er sei Cobra Kai nur beigetreten, weil er einen Hass auf ihn und Miguel hatte, und er dachte, seine Wut dort kanalisieren zu können. Aber am Verhalten des dem Cobra Kai-Dojos neu beigetretenen Kenny, den Robby selbst aufbaut und trainiert, erkennt er sich selbst wieder, und dass die Cobra Kai-Philosophie Menschen gewalttätig und aggressiv macht. Kenny wird in der Schule unter anderem von Daniels Sohn Anthony und dessen Freunden gemobbt. Sein im Jugendgefängnis sitzender Bruder Shawn Payne schickt ihn zu Robby, da die beiden ihre Fehde im Gefängnis beiseite legten und sich anfreundeten. Robby trainiert Kenny und baut ihn auf, aber der Unterricht von Silver macht ihn immer aggressiver. Während Tory und Robby stets Kreese als ihren primären Sensei betrachten, sieht Kenny Silver als seinen. Kurz vor seinem Finalkampf gegen Hawk sieht Robby Kenny in der Umkleide, als dieser Daniels Sohn Anthony verprügelt, um sich für die Hänseleien in der Schule zu rächen. Kennys brutale Art erschreckt Robby sehr. Als er selbst im Finale gegen Hawk kämpft, scheint er der sichere Sieger, aber kurz bevor er den finalen Schlag gegen den wehrlosen Hawk abringen kann, um den entscheidenden Siegpunkt zu holen, sieht er Kenny am Rand der Matte stehen, der ihn übermäßig aggressiv anfeuert, Hawk den Rest zu geben. In diesem Moment erkennt Robby sich selbst in Kenny wieder und wie negativ er sich verändert hat. Johnny und sein Sohn Robby fallen sich weinend in die Arme.
Kreese und Silver trinken in Silvers Anwesen Champagner. Jetzt zeigt Silver sein wahres Gesicht. Es wirkte vorher stets so, als habe Kreese alles unter Kontrolle und würde über Silver stehen. Aber Silver hatte ihn getäuscht. Er war zwar zu einer verweichlichten Person geworden, aber nachdem Kreese alte Geister in ihm weckte, beging er auch den Fehler, Silver mehrfach zu drohen, als dieser die Schüler anders trainieren wollte als er selbst. Silver begann dadurch wieder zu trinken. Er hatte im betrunkenen Zustand den ehemaligen Cobra Kai-Schüler „Stingray“, der kein Teenager, sondern ein um die 40 Jahre alter Mann ist, auf die Intensivstation geprügelt. Stingray war zuvor von Kreese verstoßen worden, aber Silver sagte ihm, nachdem er ihn schwer verprügelt hatte, dass er Stingray wieder zu Cobra Kai aufnimmt, wenn er aussagt, Kreese habe ihn so schwer zusammen geschlagen.
Die Polizei taucht auf und nimmt Kreese wegen versuchten Totschlags fest. Silver kündigt an, er habe noch ein paar alte Freunde, die ihm sicher dabei helfen werden, Cobra Kai weiter aufzubauen. Während Silver am Abend des Abschlussballs Robby und Tory seinen Ferrari leiht, bestellt er Johnny zur gleichen Zeit ohne Kreeses Wissen in Johnnys altes Cobra Kai-Dojo. Kreese ist dort ebenfalls anwesend. Als Johnny eintrifft, wird er von Silver mit einem hinterhältigen Tritt an den Kopf auf den Boden befördert. Kreese wusste von all dem nichts und wirkt schockiert.
Johnny kommt wieder hoch und kann ein paar Treffer landen und nutzt sogar erfolgreich diverse Defensivblocks aus dem Miyagi-Do-Stil, die er von Daniel gelernt hatte, wird jedoch von Silver mit einem Drehkick in den Körper kampfunfähig gemacht. Silver sagt zu Kreese, er wolle diesem die Chance geben, sich an Johnny zu rächen, und gleichzeitig Miguel mental vor dem All Valley-Turnier zu schwächen, indem er seinen Sensei schwer verprügelt. Kreese fordert Silver jedoch auf, Johnny in Ruhe zu lassen. Dadurch erkennt Silver, dass Kreeses große Schwäche Johnny ist, und da er keine Leute um sich haben will die Schwächen zeigen, entschied er sich mit seiner Aktion gegen Stingray Kreese loszuwerden. Die letzte Bestätigung, dass Kreese weich wurde und Schwächen hatte, bekam Silver im Turnierfinale von Tory gegen Sam, als Tory auf Kreese, statt auf seinen Rat hörte. Silver wollte von Tory, dass sie unfair kämpft, Kreese lehnte dies ab. Zudem erkannte Silver, dass sowohl Robby als auch Tory stets auf Kreese statt auf ihn hören. Beide Senseis hatten den beiden während des Turniers Anweisungen gegeben, und beide folgten stets der Anweisung von Kreese. Bevor die Polizei Kreese abführt sagt ihm Silver, er werde nun seine Schwäche, die Kreese selbst ist, loswerden. Kreese ruft Silver zu, er werde dies noch bereuen.
Daniel steht am Grab von Miyagi. Er sagt, er habe alles versucht, auch seine alte Rivalität mit Johnny aufgegeben, aber trotzdem verloren. Er werde sich jedoch gegen Cobra Kai stellen und kündigt an, wenn nötig in die Offensive zu gehen, was im Miyagi-Do-Karate stets nur die allerletzte Option ist. Dann fragt er, ob man (vermeintlich Mr. Miyagi) ihm helfen wolle, Cobra Kai endgültig zu besiegen, was der – für den Zuschauer überraschend, ebenfalls am Grab stehende – Chozen bejaht. Beide verneigen sich vor Miyagis Grab.

### Staffel 5
Daniel und Chozen sehen sich zusammen einen Werbeclip von Cobra Kai an. Silver hat eine Menge Geld investiert und seine neuen Dojos wirken wie hochmoderne Fitness-Studios. Um sich ein Bild zu machen, fahren die beiden zu einem Dojo und sehen Silver bei der Ausbildung zu. Chozen erkennt die Kampfbewegungen Silvers. Zurück in Daniels Dojo gibt Chozen Daniel diesbezüglich eine Unterrichtsstunde. Silvers Stil sei vom koreanischen Meister Kim Sun-yung, welcher amerikanische Soldaten in Tang Soo Do unterrichtete.
Chozen erklärt Daniel, dass Sun-Yung einen sehr kontroversen Stil lehrte, der auf den Grundsätzen: „Gewinne um jeden Preis, egal ob fair oder unfair, keine Ehre, keine Gnade“ beruht. Sollte Silver so trainiert worden sein, müssten sie sehr vorsichtig vorgehen.
Johnny ist mit seinem Sohn Robby in Mexiko, auf der Suche nach Miguel. Robby wirkt sehr abweisend, da er Miguel noch immer eher feindschaftlich gegenüber steht. Widerwillig erklärt er sich jedoch bereit, seinem Vater zu helfen, lieber wäre er aber daheim bei seiner Freundin Tory.
Chozen taucht getarnt als Karate-Sensei im Cobra Kai-Dojo auf. Er bekommt direkt den Auftrag, die neue Championesse Tory zu trainieren. Tory hat nach wie vor große Zweifel: Die Wahrheit sagen, dass Silver den Kampfrichter bestochen hatte oder es für sich zu behalten. Sie konfrontiert Silver, der ihr sagt, sie könne jederzeit gehen, oder sie wird zum neuen Star des Dojos.
Daniel schließt offiziell das Miyagi-Do-Dojo. das stößt bei seiner Tochter Sam und seinem besten Schüler „Hawk“ Moskowitz auf Unverständnis.
Miguel sucht in Mexiko nach seinem Vater und findet ihn über ein paar Umwege. Hector Salazar macht einen sehr freundlichen Eindruck, hat selbst eine kleine Tochter und eine Ehefrau. Miguels Mutter Carmen hatte Miguel immer gesagt, sein Vater wär ein Schwerverbrecher. In einem Moment alleine ruft Miguel seine Mutter an. Carmen warnt ihn, die Nettigkeit sei nur eine Fassade.
Als Miguel und sein Vater eine Kampfsportveranstaltung besuchen, verwandelt sich der nette Mann plötzlich in eine aggressive und dunkle Person. Er packt Miguel und bedroht ihn, weil er ihn für einen getarnten Agenten hält. Miguel verneint dieses erstaunt. Die beiden gehen zusammen allein in einen Partykeller. Hector fängt an, viel Alkohol zu trinken und erzählt Miguel, er habe vor vielen Jahre eine Beziehung mit einer Frau aus Ecuador gehabt, aber sie und ihre Mutter wären mit seinen kriminellen Machenschaften nicht einverstanden gewesen. Miguel, der seinem Vater bis dahin noch nicht anvertraut hat sein Sohn zu sein, sagt, er würde nun lieber gehen. Auf der Straße ruft er seine Mutter an und entschuldigt sich unter Tränen, da sie Recht hatte. In dem Moment taucht Johnny auf. Die beiden fallen sich weinend in die Arme. Im Hintergrund sieht Miguel Robby stehen.
Daheim im Valley kommt es zu einigen Aussprachen. Weil Sams Vater das Miyagi-Do schloss, hält sie sich selbst für eine Versagerin, da sie das Finale gegen Tory verlor und damit auch die Wette von Kreese gegen Daniel und Johnny.
Da ihr alles zu viel ist, trennt sie sich unter Tränen von Miguel. Miguel, der ihr einen Kraken-Anhänger als Geschenk gekauft hatte, geht unter Tränen davon und wirft den Anhänger achtlos in den Garten.
Kurz darauf treffen sich sämtliche Mitglieder von Cobra Kai und Miyagi-Do an einem heißen Sommertag in einem Freibad. Dort kommt es zu diversen Auseinandersetzungen, die von dem rebellischen Kenny ausgelöst werden, der sich unter Silvers Einfluss mehr und mehr zu einem brutalen Schläger entwickelt. Er schikaniert Anthony, weil er früher in der Schule häufig von ihm gemobbt wurde.
Robby trifft dort seine Freundin Tory. Er bittet sie, genau wie er selbst, aus Cobra Kai auszutreten, aber sie weigert sich. Als es dann zum Streit zwischen Cobra Kai- und Miyagi-Do-Mitgliedern kommt, mischt sich Robby ein und beschützt Kenny. Alle werden aus dem Freibad geworfen. Vor der Tür sagt Robby, Cobra Kai mache nur Ärger, und er bittet Tory noch einmal, das Dojo zu verlassen. Robby beendet seine Beziehung zu ihr.
Es stellt sich heraus, dass Tory nicht auf eigenen Willen im Cobra Kai-Dojo ist, sondern sie es für ihren im Gefängnis sitzenden Sensei Kreese tut. Sie besucht ihn im Gefängnis und gibt ihm Informationen, was Silver genau vor hat. Kreese verspricht ihr, er werde bald zusammen mit Tory zuschlagen. Er sagt ihr, sie solle niemandem verraten, dass Silver den Kampfrichter bestochen hat.
Johnny versucht, die Feindschaft zwischen seinem leiblichen Sohn Robby und seinem Ziehsohn Miguel zu beenden. Erst, als er durch Daniel auf die Idee kommt, die beiden gegeneinander kämpfen zu lassen, ändert sich die Lage. In einem kurzen aber harten Kampf gelingt es Miguel, Robby in die Knie zu zwingen. Miguel hat Robby nie verziehen, dass er ihn in der Schule die Treppe runter trat. Aber anstatt Robby ebenfalls über das Geländer zu treten, lässt Miguel von ihm ab und beendet den Kampf. Robby ist verwundert. Miguel sagt, er hätte nie mit Karate begonnen, um Unheil anzurichten. Robby entschuldigt sich für damals. Beide versöhnen sich. Johnny, der den Kampf verfolgt hatte, vertraut den beiden nun an, dass sie ein Halbgeschwisterchen bekommen würden, da Carmen von ihm schwanger ist.
Daniel versucht, weiter gegen Silver vorzugehen. Dieser ist in der Lage, Chozen zu enttarnen. Silver hetzt im Dojo sechs Senseis auf Chozen, die dieser mühelos schlägt. Er droht Silver und sagt, er solle sich von der LaRusso-Familie fernhalten, sonst würde er um Gnade betteln.
Silver erkennt, dass er bessere Senseis braucht. Kurz darauf kommen sieben Senseis aus Korea am Flughafen an, eine Frau und sechs Männer. Bei der Frau handelt es sich um Kim Da-eun, der Enkelin von Silvers Meister Kim Sun-Yung.
Daniel vermutete, dass Silver Daniels alten Konkurrenten Mike Barnes rekrutieren könnte, gegen den Daniel das Finale des All Valley-Turniers 1985 nur knapp gewann. Er sucht Barnes mit Chozen auf und es stellt sich heraus, dass dieser sich positiv verändert hat. Er hat ein seriöses Möbelunternehmen aufgebaut. Daniel freut sich darüber. Als Daniel und Barnes sich unterhalten, attackiert Chozen Barnes, da er dachte, Barnes würde Daniel angreifen. Nach einem kurzen Kampf geht Daniel dazwischen und macht Chozen klar, dass Barnes kein Feind ist.
Silver beginnt nun, Daniel das Leben zur Hölle zu machen. Er schafft es sogar aufgrund diverser Tricks und Lügen, dass Daniels Frau Amanda an Daniels Ansichten zweifelt. Sie wirft ihm vor, er sei zu sehr darauf fixiert, Silver aus dem Verkehr zu ziehen. Daniel hatte ihr gesagt, er müsse es tun, da Silver ein Psychopath wäre, der auch keine Probleme hat, Kinder zu verletzen. Amanda ist so weit, dass sie Daniel verlässt und mit den Kindern auszieht.
Daniel ist am Boden und bittet Johnny, ihm zu helfen. Es stellt sich heraus, dass Jessica Andrews, mit der Daniel 1985 zu tun hatte, die Cousine seiner Frau Amanda ist. Jessica kann Amanda von Silvers Boshaftigkeit überzeugen, da sie ihn damals selbst erlebte.
Daniel und Chozen besuchen „Stingray“, der von Silver ins Krankenhaus geprügelt wurde und der Polizei sagte, Kreese habe ihm das angetan. Daniel bekam einen anonymen Zeitungsartikel geschickt, der darlegt, dass Stingray lügt. Später stellt sich heraus, dass der Artikel von Tory kam. Stingray streitet alles ab und bleibt bei seiner Aussage.
Nach kurzer Zeit entschließt sich Daniel, aufzugeben. Er geht zu Stingray. Dort taucht plötzlich Silver auf. Daniel kapituliert vor Silver und sagt, er werde aufgeben und ihn in Ruhe lassen. Silver erklärt, dass es für einen Frieden zu spät ist. Nach Provokationen kommt es zu einem Kampf zwischen Daniel und Silver. Daniel landet bewusstlos am Boden.
Amanda kommt zu Daniel zurück und pflegt ihn daheim gesund. Er will aufgeben und Chozen will heimreisen. Später hält Sam eine bewegende Rede. Es sei richtig, dass Mr. Miyagi Kämpfe stets mied, wenn möglich. Aber heute würde er nicht wollen, dass Daniel den Kampf gegen Silver aufgibt. Alle stimmen zu.
Silver übernimmt mittlerweile sämtliche Dojos im Valley. Unter den Schülern ist auch Johnnys Eagle Fang-Schülerin Devon Lee. Als Tory bei einer Übung Devon nicht hart genug tritt, bekommt sie Da-Euns brutale Art zu spüren. Tory tritt Devon daraufhin zu Boden, die weinend aus dem Dojo rennt. Am nächsten Tag kommt sie jedoch zurück.
Als Johnny Devon in einem der Dojos sieht, ist er geschockt. Nachdem die Schüler weg sind, betreten er und Chozen das Dojo. Ein anwesender Sensei fragt, was sie wollen und Johnny antwortet, sie wollen ihm eine Lektion geben. Der Sensei attackiert Johnny und gewinnt gegen ihn die Oberhand. Chozen greift ein und kann das Blatt wenden. Nachdem Johnny und Chozen den Sensei besiegen, taucht Da-Eun mit fünf weiteren Senseis auf. Johnny will weiter kämpfen, aber Chozen rät zum Rückzug. Beide verlassen das Dojo.
Amanda versucht erfolglos, Daniel klarzumachen, dass er nicht aufgeben soll. Dann steht Robby in der Tür, der sagt, er brauche Daniels Hilfe. Er erzählt von Kenny und seiner Ex-Freundin Tory. Cobra Kai müsse gestoppt werden. Als Daniel nach draußen geht, warten alle seine Schüler auf ihn. Die drei Senseis Daniel, Johnny und Chozen stellen sich in eine Reihe und die gesamte Gruppe verneigt sich voreinander, sogar Daniels Frau Amanda stellt sich zu den Schülern.
Daniel und Johnny besuchen Kreese im Gefängnis. Kreese erzählt den beiden, Silver wolle seinen alten Plan von der Teilnahme an einem internationalen Turnier namens Sekai Taikai zu verwirklichen, um Cobra Kai international bekannt werden zu lassen.
Eine von Silver einbestellte Jury des Turniers trifft in seinem Dojo ein. Er will die Jury überzeugen, dass Cobra Kai das mit Abstand beste Dojo im Valley ist. Plötzlich tauchen Daniel, Chozen, Johnny und Amanda im Dojo auf. Sie sagen der Jury, dass dies nicht so ist und sie selbst Schüler haben, die es mit denen von Cobra Kai aufnehmen können. Die Jury entscheidet, sich die Trainingsmethoden von allen anzusehen und dann zu entscheiden. Nach dem Anschauen kommt sie zum Schluss, dass nur ein direkter Vergleichskampf zeigen könnte, welches Dojo das bessere ist. Ein kleines Turnier mit nur zwei Kämpfen wird geplant.
Silver lässt beim Training Kenny zusammen mit Kyler Park ein Sparring gegen den Sensei Odell machen. Zuerst ziehen die beiden den Kürzeren, aber Silver beschwört Kenny, er habe mehr Potential als alle anderen. Kenny „opfert“ Kyler und landet den entscheidenden Treffer bei Odell.
Da-Eun tut dasselbe mit Tory und Devon. Aber Tory ist nicht bereit, Devon zu opfern, sondern tut sogar das Gegenteil, indem sie sie vor einem Treffer Da-Euns schützt. Da-Eun sagt Silver bei einem späteren Abendessen, sie sehe in Devon mehr Potential als in Tory.
In der Nacht vor dem Turnier gibt Silver Kenny Einzeltraining. Er bringt ihm einen Schlag bei, der im Turnier illegal ist, aber einen Gegner enorm schwächt.
Auch Sam wird in der gleichen Nacht von Chozen und Daniel vorbereitet. Sie findet nach dem Training Miguels Kraken-Anhänger auf dem Boden und ist sehr gerührt.
Die beiden Kämpfe finden im Cobra Kai-Dojo statt. Robby versucht, Kenny davon zu überzeugen, dass ihm die Lehren Silvers nicht gut tun, aber Kenny bleibt uneinsichtig. Robby bittet Hawk, mit Kenny nicht zu hart umzugehen, da es nicht Kenny ist, sondern Cobra Kai, was aus ihm spricht. Während des Kampfes beobachtet Tory, wie der jetzige Kampfrichter und Silver sich Zeichen geben. Anschließend erkennt der Kampfrichter einen klaren Treffer von Hawk nicht an. Nachdem Kenny Hawk mit dem illegalen Silver-Kugel-Schlag auf den Brustkorb trifft, geht Hawk zu Boden und kann nicht mehr atmen. Anstatt Kenny zu disqualifizieren, gibt der Richter Kenny den Sieg.
Nun soll Sam gegen Tory kämpfen, aber Tory ist nicht mehr aufzufinden. Silver und Da-Eun schicken nun Devon in den Kampf gegen Sam. Auch hier schummelt der Richter. Sam befolgt Tipps von Chozen und erzielt gegen die überforderte Devon drei Punkte nacheinander. Die Jury entschließt sich, beide Dojos beim Turnier zuzulassen.
Am folgenden Abend will sich Sam mit Miguel versöhnen, erwischt ihn aber, wie er auf einer Party eine andere Frau küsst. Als Sam weinend nach draußen geht, wartet Tory auf sie. Tory will nicht kämpfen und vertraut ihr an, dass Silver das All Valley durch Betrug gewonnen hatte. Sam bezeichnet sie als Feigling, da sie wegen des Turniers so viel Ärger hatte. Miguel und Robby kommen und unterbrechen die Auseinandersetzung. Tory sagt, es sei ein Fehler gewesen und läuft mit Tränen in den Augen weg.
Am nächsten Tag taucht Robby im Cobra Kai-Dojo auf. Er stellt sich vor die gesamte Gruppe und erklärt unter anderem, Silver sei nicht der wahre Sensei, er sei ein Feind. Silver lobt Robby für dessen Mut, macht ihm dann aber klar, dass die Schüler auf ihn hören und nicht auf Robby.
Als alle Schüler gegangen sind, lässt Da-Eun Tory mit der Faust gegen Steinplatten schlagen und provoziert sie so sehr, bis die Steinplatte von Tory zerschlagen wird. Silver sagt, er hoffe, sie werde von nun an immer die richtigen Entscheidungen treffen.
Sam besucht Tory in ihrer Wohnung. Als Sam in der Tür steht, sieht sie Torys schwer verletzte Hand. Tory weicht zuerst aus, aber lässt sie rein. Nun sieht Sam zum ersten Mal, unter welchen Umständen Tory lebt. Sam sieht im Nebenzimmer das Krankenbett von Torys Mutter stehen und hört die Mutter durch ein Atemgerät atmen.
Tory wollte es Silver zurückzahlen und war deshalb bereit, Kreese zu helfen. Doch sie fühlte sich mehr und mehr von ihm ausgenutzt und entschloss sich, das Geheimnis um Silver und dem geschmierten Kampfrichter nicht mehr für sich zu behalten. Sam erzählt Tory, Stingray habe indirekt ihr und ihren Freunden gegenüber gestanden, dass Silver ihn attackiert hatte. Tory hat die Idee, dass es vielleicht eine Kamera-Aufzeichnung davon gibt.
Zur gleichen Zeit vertraut Johnny Daniel und Amanda an, dass er mit Carmen ein Baby erwartet. Johnny, Carmen, Daniel, Amanda und Chozen besuchen daraufhin eine Disco. Sie tanzen und feiern und später vertraut Chozen Johnny an, dass er Kumiko liebt, es ihr aber nie sagte. Nach vielem Trinken und Tanzen gehen Johnny, Daniel und Chozen in eine gemietete Stretch-Limousine. Sie singen dort „Eye of the Tiger“. Plötzlich merken sie, dass der Fahrer sehr schnell fährt.
Plötzlich hält die Limousine an. Als Daniel zur Tür geht, wird er von einem wütenden Mike Barnes herausgezogen. Silver hatte Barnes Möbelhaus niederbrennen lassen und es Daniel in die Schuhe geschoben. Daniel erklärt Johnny, dass Barnes einst für Silver arbeitete und er macht Barnes klar, dass Silver für den Brand-Anschlag verantwortlich ist. Barnes und Johnny wollen direkt zu Silver fahren und ihn für seine Taten bestrafen, aber Daniel rät davon ab. Chozen, der auch schwer betrunken ist, kennt Silvers Adresse. Daniel weigert sich und hält die Idee für verrückt, da sie alle betrunken sind. Barnes, Johnny und Chozen rasen mit der Limousine davon, während Daniel entsetzt zurückbleibt.
In Silvers Anwesen hält dieser gerade ein Gespräch mit Da-Eun. Auf einem Tablet sieht Da-Eun, wie die Limousine das Eingangstor durchbricht. Kurz darauf stehen Barnes, Johnny und Chozen vor Da-Eun und Silver. Eine Konfrontation bricht aus. Auf einem weiteren Tablet sieht Da-Eun, dass Tory mit weiteren Leuten in das Cobra Kai-Dojo eingedrungen sind und sich am Computer zu schaffen machen. Silver befiehlt ihr, dorthin zu gehen, während er und die Senseis sich um Chozen und Johnny kümmern.
Demetri hackt sich ins Computer-System ein. Er findet die Aufnahme, welche Silver zeigt, als dieser Stingray zusammenschlug. Aber genau dann bricht die Aufnahme ab. Tory hat eine weitere Idee. Sie gibt das Datum von dem Tag ein, als sie Silver damit konfrontierte, von dessen Bestechung des Kampfrichters beim All Valley zu wissen. Und tatsächlich ist dieses Video nicht gelöscht. Demetri macht sich an die Arbeit, es auf sein externes Gerät zu ziehen, was jedoch einige Zeit in Anspruch nimmt. Draußen hört die Gruppe plötzlich Geräusche und sie gehen nachsehen.
Kenny tritt Anthony auf den Boden, welcher mit seinen Kameraden im Trainingsraum auf die anderen wartete. Kenny hat eine große Anzahl von Cobra Kai-Schülern an seiner Seite. Kenny und Kyler werfen Tory Verrat vor. Miguel und Samantha fragen sich, woher die Cobra Kai-Schüler wissen konnten, dass sie und ihre Gruppe im Cobra Kai-Dojo sind. Der Eagle Fang-Schüler Mitch entpuppt sich als Verräter. Es bricht eine Massenschlägerei zwischen den Schülern der Dojos aus.
In Silvers Haus gelingt es Chozen und Johnny, einige der Senseis kampfunfähig zu machen. Es kommt zum Kampf Silver gegen Chozen. Nach einem dramatischen Wechsel der Ereignisse ist Silver geschlagen und fordert Chozen auf, ihn zu töten. Doch Chozen wird abgelenkt, was Silver ausnutzt und ihn erneut schwer mit dem Schwert verletzt.
Silver geht in sein Haus. Johnny wird weiter von den Senseis zusammengeschlagen. Silver gibt den Befehl, Johnny den Rest zu geben und er verlässt sein Haus. Johnny sieht plötzlich das Ultraschallbild seines ungeborenen Kindes. Er bekommt einen Wutanfall, wird letztendlich aber doch überwältigt. Nun greift Barnes ein, der aus seiner Bewusstlosigkeit erwacht ist. Er rennt in den Raum und hilft Johnny aus der Klemme.
Im Dojo wird Robby von Kenny mit dem „Silver-Kugel“-Schlag auf den Brustkorb getroffen und er geht taumelnd zu Boden. Als er langsam wieder aufstehen will, wird er von Kenny und zwei weiteren Cobra Kai-Schülern weiter mit Schlägen und Tritten eingedeckt. Miguel kommt Robby zu Hilfe. Inmitten des Gerangels taucht Da-Eun auf, die Tory umkickt. Als sie am Boden liegt, tritt Da-Eun auf Torys verletzte Hand und erniedrigt sie. Sam sieht aus der Ferne, wie Tory schreiend am Boden liegt und bringt Da-Eun auf den Boden. Tory und Sam kämpfen zusammen jedoch erfolglos gegen Da-Eun. Dann kommt Devon angerannt, die Tory helfen will. Da-Eun fordert Devon auf, sich von Tory nicht blenden zu lassen. Devon sagt Sam, sie soll ihrem Bruder helfen gehen, der von einer Menge Cobra Kai-Schülern eingekreist ist.
Hawk und Demetri schaffen es, das Videomaterial vom Computer zu ziehen. Das Video ist nun auf Demetris Festplatte. Kyler tritt Hawk in den Rücken, so dass die Festplatte über den Boden rutscht und bei Anthony landet. Dieser hebt sie auf und beginnt, das Videomaterial auf einen Youtube-Kanal hochzuladen. Die eingekreisten Miyagi-Do- und Eagle Fang-Schüler schützen Anthony durch eine von Chozen gelehrte Lektion, die sich „Beschütze das Ei“ nennt.
Daniel, Amanda, Carmen und Stingray tauchen vor dem Dojo auf. Stingray bekam von Silver einige Tage zuvor den Cobra Kai-Wagen von Johnny geschenkt, um Stingray weiter ruhig zu halten. Der fühlt sich damit als Mitglied von Cobra Kai. Er bekam jedoch Gewissensbisse, fuhr zu Daniels Haus und nahm Carmen und Amanda mit. Die drei hatten Daniel auf einer Straße aufgesammelt. Vor dem Dojo stehen ein paar Cobra Kai-Schüler, die Daniel und seine Begleiter nicht eintreten lassen wollen. Daniel versucht auf sie einzureden. Stingray stürmt auf die Jungen los und prügelt einen nach dem anderen nieder. Genau in dem Moment als die vier das Dojo betreten, hat Anthony das Videomaterial bei Youtube hochgeladen und es wird nun auf einem großen Bildschirm im Dojo gezeigt. Alle sehen es und sind geschockt als sie erkennen, dass Silver den Kampfrichter beim All Valley-Turnier bestochen hatte.
Plötzlich taucht Silver auf. Er macht sich über Daniel lustig. Nun versucht Silver seine Schüler zu überzeugen, aber seine Schüler glauben ihm nicht mehr. Dann fordert Silver Daniel zu einem Kampf. Amanda sagt Daniel, er soll tun was er zu tun hat und es kommt zu einem zweiten Kampf zwischen Silver und Daniel.
Silver versucht alles, aber dieses Mal lässt sich Daniel nicht provozieren und kämpft wie er es von Miyagi lernte; defensiv. Er kontert Silvers Attacken und schickt ihn mehrfach auf den Boden. Als Silver schwer atmend und benommen an eine Wand des Dojos taumelt, nimmt er eine dort hängende Trophäe, und will sie als Waffe einsetzen. Daniel geht nun in die Kranichstellung über und als Silver mit dem Pokal ausholen will, tritt Daniel ihm genau so gegen den Kopf, wie er es bei Johnny im Finale 1984 tat. Silver knallt rückwärts gegen ein gläsernes Symbol von Cobra Kai, welches in tausend Einzelteile zersplittert und er fällt fast besinnungslos auf den Boden. Die Cobra Kai-Schüler ziehen ihre Cobra Kai-Shirts aus und werfen sie auf den am Boden liegenden Silver.
Draußen kommt es zu großen Versöhnungsszenen. Dann fährt die große Limousine vor, aus der Johnny aussteigt. Barnes öffnet die hintere Tür der Limousine und hilft dem schwer blutenden Chozen beim Aussteigen. Daniel bringt Chozen wegen seiner schweren Verletzungen zu einem Rettungswagen. Silver wird von der Polizei abgeführt.
Im Gefängnis hat Kreese einen Ausbruchsplan in die Tat umgesetzt. Er täuscht eine Messerstecherei vor und kann anschließend das Gefängnis vom Krankenraum aus verlassen. Mit einem Grinsen verschwindet er in der Dunkelheit.

### Staffel 6

#### Teil 1
Nach der Verhaftung Silvers ist vorerst Ruhe eingekehrt. Für die anstehende Weltmeisterschaft im Karate, dem Sekai Taikai, sind sich Daniel und Johnny uneins, wie sie ihre Schüler trainieren wollen, da Johnny (immer noch geplagt von seiner Niederlage gegen Daniel im All Valley 1984) seinen Schülern unbedingt ermöglichen möchte, dieses Turnier zu gewinnen, während Daniel vor allem Miyagi-Do in der Welt bekannt machen möchte. Da Johnnys Dojo abgerissen wurde, ist er darauf angewiesen, weiterhin mit seinen Schülern bei Daniel unterzukommen. Um jedoch eine Entscheidung zu erzwingen, welcher Philosophie sie nun folgen wollen, verabreden Johnny und der genesene Chozen einen Kampf gegeneinander. Für sein Training zieht sich Johnny in den Wald zurück, wo er auf Stingray trifft, der hier Kinder trainiert und ihnen die Cobra Kai-Mentalität einpflanzt. In einem gleichzeitig stattfindenden Gespräch zwischen Daniel und Chozen offenbart ihm letzterer, dass er emotional aufgewühlt sei, da er die Niederlage gegen Silver noch nicht überwunden habe, vor allem aber, weil er Kumiko angerufen und ihr eine Sprachnachricht hinterlassen habe, diese ihm aber noch nicht geantwortet habe. Johnny, Daniel und Chozen sprechen sich kurz darauf aus: Da Johnny erkannt hat, welche schlimmen Dinge im Namen von Cobra Kai passiert sind und Eagle Fang letztlich auch nur eine Abwandlung davon wäre, wolle er sich nun auch Miyagi-Do verpflichten. Daniel wiederum ist froh, mit Johnny einen fähigen Sensei an seiner Seite zu haben. Zusammen beginnen sie, ihre Schüler auf das Sekai Taikai vorzubereiten.
Miguel, Hawk und Demetri befinden sich in ihrem letzten Jahr auf der High School und beginnen, sich um die Aufnahme auf einem guten College zu bemühen. Während Miguel sich für die Stanford University bewirbt, ist Demetri motiviert, die Aufnahmeprüfung am Massachusetts Institute of Technology zu schaffen. Da es seit ihrer Kindheit der gemeinsame Traum war, das MIT zu besuchen, erwartet Demetri selbiges auch von Hawk. Dieser jedoch ist noch unentschlossen und möchte sich erst nach der Teilnahme am Sekai Taikai entscheiden. Zusammen sehen sie sich auch ein College vor Ort an, wo sie auf Kyler treffen, der sich um die Aufnahme in eine Fraternity bemüht und hier schlimme Schikane erlebt. Als es deshalb auf einer Party im Verbindungshaus zu Handgreiflichkeiten kommt, stehen die drei ihrem alten High-School-Bully zur Seite. Tory und Sam nähern sich auch wieder an, was sich jedoch darin äußert, dass sie nicht mehr gegeneinander kämpfen wollen. Johnny versucht, beide wieder gegeneinander aufzustacheln, was zwar nicht gelingt, jedoch führt ein zu einer Aussprache zwischen beiden, was den Knoten löst. Robby sucht den Kontakt zu Kenny, um sich für dessen schlimme Zeit bei Silver zu entschuldigen und ihn zu Miyagi-Do zu holen. Kenny lehnt dies erst ab, lässt sich aber nach Zusprache seines Bruders doch darauf ein. Da die Wohnung von Carmen durch einen Rohbruch unbewohnbar wird, begibt sich Johnny auf Häusersuche. Hierbei dunterstütz ihn Chozen, der ihn dabei lehrt, Miyagi-Do auch im Alltag anzuwenden. Durch finanzielle Sorgen geplagt, beginnt Johnny für Daniel im Autohaus als Verkäufer zu arbeiten, was Daniel allerdings eher duldet als befürwortet. Zur selben Zeit finden Daniel, Amanda und Chozen im Dojo eine alte Kiste von Mr. Miyagi, deren Inhalt sie vor Rätsel stellt: Angeblich sei Mr. Miyagi in den 1940ern Co-Eigner einer Boxhalle in der Stadt gewesen; weiterhin befinden sich ein Zeitungsbericht über einen Raubüberfall mit Todesfolge und den Diebstahl einer wertvollen Halskette und ein Ausweis mit anderen Daten zu Mr. Miyagi in der Kiste. Daniel, Amanda und Chozen suchen die Boxhalle auf, wo der jetzige Besitzer sich als Enkel von Mr. Miyagis damaligem Partner offenbart. Nach dessen Kenntnis sei Mr. Miyagi zwar ein ehrenhafter Partner gewesen, wäre jedoch nicht gebürtig aus Okinawa, sondern sei kurzzeitig dorthin geflüchtet, nachdem er einen Menschen umgebracht habe. Daniel sieht das Bild seines alten Senseis zerbrechen und beginnt an diesem zu zweifeln.
Kreese reist nach Südkorea und sucht das Dojo von Kim Da-Eun auf. Wie sich herausstellt, lebt der Gründer des Dojos, ihr Großvater und Kreeses und Silvers Lehrer, Kim Sun-Yung, noch und bestimmt im Hintergrund. Kreese will aus diesem Dojo Schüler für die Teilnahme am Sekai Taikai rekrutieren, muss sich jedoch erst vor Kim Sun-Yung behaupten. Dieser erzählt ihm von seiner Jugend, als während der Besetzung Koreas durch die Japaner die japanische Armee ihn zum Kriegsdienst einziehen wolle, weshalb der in den Dschungel geflüchtet sei und sich gegen die japanischen Soldaten mit einem Eunjangdo verteidigt hätte. Dieses würde sich nach wie vor in einer Höhle im Dschungel befinden und erst wenn Kreese ihm dieses zurückbrächte, würde er ihn in seinem Dojo dulden. Kreese findet die Höhle, wird dort jedoch von einer Albino-Kobra gebissen. Er beginnt zu halluzinieren und erkennt, dass sein Schwachpunkt Johnny ist – eine Frage, die Silver ihm zuvor gestellt hatte. Kreese kehrt mit dem Eunjangdo zurück und beginnt, den aus seiner Sicht talentiertesten, aber undisziplinierten, respektlosen und bei seinen Mitschülern verhassten Kwon Jae-Sung anzustacheln, seiner Wut eine Richtung zu geben. Kwon wird daraufhin zum besten Kämpfer des Dojos und Kim Da-Eun und Kreese sind sich sicher, mit ihm das Sekai Taikai gewinnen zu können.
Da für die Teilnahme am Sekai Taikai aus jedem Dojo nur sechs Teilnehmer erlaubt sind, holt Daniel für deren Auswahl Mike Barnes hinzu. Nach verschiedenen Übungen unter dessen Leitung beruft dieser Tory, Sam, Robby und Miguel in die finale Auswahl. Demetri, Hawk, Devon und Kenny bekommen die Möglichkeit, sich in einem Geländespiel, in welchem zwei Fahnen zu erobern sind, die letzten beiden freien Plätze zu sichern. Hierbei muss Kenny jedoch aufgeben, da Devon ihm zuvor Abführmittel in sein Wasser gemischt hatte, woraufhin Kenny sich vor den Augen der gesamten Gruppe in die Hose macht. Er ist sich sicher, dass Anthony LaRusso dies zu verantworten hat. Hawk und Demetri kämpfen um die letzte Fahne, die den letzten Platz im Team bedeutet. Enttäuscht davon, dass Hawk sich nicht mit ihm zusammen um einen Platz am MIT bemüht hat, gewinnt Demetri diesen letzten Platz, obwohl er zuvor deutlich gemacht hat, dass ihm an diesem Turnier weit weniger liegt als Hawk. Torys krebskranke Mutter stirbt an einer Lungenembolie und lässt Tory in ein emotionales Loch stürzen. Kreese tritt an sie heran und bietet ihr einen Platz in seinem Team an, was sie jedoch zunächst ablehnt. Das Team Miyagi-Do benötigt einen weiblichen und einen männliche Teamcaptain, weshalb Robby und Miguel, sowie Sam und Tory gegeneinander antreten, um die stärksten Kämpfer zu ermitteln. Robby besiegt Miguel, doch den Kampf von Sam und Tory bricht Daniel ab, nachdem er von Amanda erfährt, dass Torys Mutter frisch verstorben sei. Tory wirft ihm vor, dass sie gegen die Tochter des Senseis sowieso keine faire Chance gehabt hätte und verlässt wütend das Dojo. Hawk wird auf ihren Platz nachnominiert. Das Team macht sich mit Johnny und Daniel auf den Weg zum Sekai Taikai nach Barcelona, während Chozen nach Okinawa reist, um mit Kumiko zu reden und ihr seine Gefühle persönlich zu gestehen. Wie sich in Barcelona herausstellt, ist Tory auf Kreeses Angebot eingegangen ist nun neben Kwon Captain im Team von Cobra Kai.

#### Teil 2
Das Sekai Taikai beginnt für das Team Miyagi-Do direkt problembehaftet: Demetri fühlt sich von seinem besten Freund Hawk hintergangen, der wiederum extrem genervt davon ist, dass Demetri nur noch über sein anstehendes Studium am MIT spricht und offenbar wenig Lust auf das Turnier hat. Devon macht sich selbst Vorwürfe, dass sie Kenny auf unfaire Weise ausgestochen hat, selbst jedoch nicht gut genug ist, das Team zu verstärken. Robby sucht das Gespräch mit Tory, die ihm jedoch mitteilt, die Beziehung aussetzen zu wollen, woraufhin er gänzlich seinen Fokus verliert. Miguel wollte mit dem Posten als Teamcaptain eigentlich seine Chance verbessern, seinen erhofften Studienplatz zu ergattern – dass der schlecht kämpfende Robby diesen Posten innehat, sorgt auch bei ihm für Unmut. Johnny und Daniel geraten von Beginn an in Streit darüber, wie sie ihr Team coachen sollen, da Johnny wettkampforientiert in die Offensive gehen will, während Daniel die innere Ruhe und der Fokus des Miyagi-Do wichtiger sind. Noch dazu beginnt Johnny einen Streit mit Sensei Wolf, dem Sensei des hochfavorisierten, internationalen Spitzenteams Iron Dragons. Chozen stößt in Barcelona sturzbetrunken wieder zum Team, nachdem er auf Okinawa feststellen musste, dass Kumiko bereits liiert ist.
Über den Wettkampfleiter Gunther Braun kann Daniel herausfinden, dass Mr. Miyagi vor Jahrzehnten ebenfalls am Sekai Taikai teilgenommen hat. Ein alter Meister, Sensei Serrano, soll Daniel hierzu einige Fragen beantworten können, weshalb Daniel sein Team verlässt und Serrano sucht. An der fraglichen Adresse wird Daniel jedoch niedergeschlagen und kommt in einem Hundekäfig wieder zu sich. Er kann sich befreien, kämpft dabei aber gegen einen Schläger mit Cobra Kai-Tattoo (Dennis de Guzman aus Karate Kid III – Die letzte Entscheidung), weshalb er als Strippenzieher Kreese vermutet. Johnny wiederum kann durch seine offensiven Ansprachen keine Ruhe in sein zerstrittenes Team bringen und lediglich Miguels individuelle Höchstleistungen halten das Team im Wettbewerb. Erst als er sich selbst zurücknimmt und sein Team animiert, das von Daniel gelehrte Miyagi-Do anzuwenden, können sie Erfolge erzielen und die erste K.O.-Runde überstehen. Da Carmen in der Heimat einen medizinischen Notfall erleidet, verlassen Johnny und Miguel ihr Team und fliegen zurück, während Amanda Kenny überzeugen soll, Miguels Platz in Barcelona einzunehmen. Dieser ist jedoch erst dazu bereit, nachdem Devon ihm telefonisch beichtet, dass sie ihm das Abführmittel verabreicht hat und nicht Anthony oder andere Mitglieder des Dojos dahintersteckten.
Chozen gibt den Teammitgliedern für den Abend frei, will diese jedoch nach einem Gespräch mit Daniel zurückholen. So irrt er durch Barcelonas Bars, trifft dabei aber Kim Da-Eun, die in derselben Absicht in der Stadt unterwegs ist. Die beiden verbringen schließlich die Nacht miteinander. Sam trifft am Strand auf den hühnenhaften Titelverteidiger Axel Kovačević aus Sensei Wolfs Dojo, der von diesem durch körperliche Züchtigung zu Höchstleistungen angetrieben wird. Axel verliebt sich im Laufe des Abends in Sam, die seine Annäherungsversuche jedoch abblockt. Robby wird durch Kwon provoziert, dass er nun die Nacht mit Tory verbringen würde, weshalb Robby sich betrinkt und letztlich mit Zara Malik, dem weiblichen Captain der Iron Dragons, einen One Night Stand hat. Die in den sozialen Medien sehr präsente Zara und Tory waren bereits zuvor aneinandergeraten, weshalb Tory die Beziehung zu Robby beendet, als sie die beiden morgens zusammen aus einem Zimmer kommen sieht. Johnny und Miguel erreichen schließlich das Krankenhaus, jedoch hat Carmen sich bereits von ihrem Notfall erholt und schickt beide zurück nach Barcelona. Zusammen mit Kenny treten die beiden ihre Reise zurück zum Turnier an. Dort sprechen sich Devon und Kenny aus, woraufhin Kenny letztlich Devons Platz übernimmt.
Chozen und Kim Da-Eun treffen zufällig auf de Guzman, der Daniel entführt hat. Gemeinsam mit Daniel und Kreese folgen sie diesem, woraufhin sich ihnen der wahre Drahtzieher offenbart: Terry Silver, der als Finanzier die Iron Dragons übernommen hat. Nachdem Kenny zunächst nicht als Teammitglied akzeptiert wird, da ihn einige für einen Spitzel Silvers halten, nachdem dieser ihn beim Turnier ansprach und einen Seitenwechsel angeboten hat, gewinnen sie auch durch Kennys Einsatz ihren nächsten Tag Team-Kampf. Um Silver und Kreese gegeneinander auszuspielen, stehlen Johnny, Chozen und Daniel Kreeses Eunjangdo und hängen es Silver an. In der letzten Team-Runde treffen Miyagi-Do auf Cobra Kai. Tory und Robby sprechen sich während des Kampfes aus und sie erzählt ihm, das sie niemals etwas mit Kwon gehabt hätte. Robby kann Kwon besiegen, wodurch Miyagi-Do unter die vier bestplatzierten Teams aufsteigt und sich für das Halbfinale qualifiziert, während Cobra Kai ausscheidet. Da jedoch das russische Dojo Tiger Strike gedopt hat, schließ Braun dieses vom Wettbewerb aus und Cobra Kai darf als fünftplatziertes Team stattdessen am Halbfinale teilnehmen. Silver übergibt Daniel zudem ein Sekai Taikai-Dokument aus welchem hervorgeht, dass Mr. Miyagi bei seiner Teilnahme einen Gegner getötet hat. Für Daniel bricht seine Welt zusammen, er beginnt am Miyagi-Do zu zweifeln, nach welchem er sein ganzes Leben ausgerichtet hat und fühlt sich von seinem Sensei und großen Idol hintergangen.
Im Halbfinale treten die jeweiligen Teamcaptains gegeneinander an: Nachdem Kwon für Cobra Kai und Zara für die Iron Dragons ihre Kämpfe gewinnen, treten Robby und Axel gegeneinander an. Hierbei nutzt Kwon die Gelegenheit, Robby ebenfalls einen Schlag zu verpassen, woraufhin Miguel auf Kwon losstürmt. In der nun entstehenden Unruhe wird Braun vom russischen Sensei Iwanow niedergeschlagen, woraufhin eine riesige Schlägerei zwischen den Dojos beginnt. Kreese hat inzwischen sein Eunjangdo zurück und will mit diesem im Kampfgetümmel Silver töten. Er verliert es jedoch und fordert Silver zum unbewaffneten Kampf auf, den Silver aus dem Hinterhalt gewinnt. Bevor Silver Kreese töten kann, geht Johnny dazwischen und rettet seinen ehemaligen Sensei. Als Kwon auf Sam losgeht, kommt Axel ihr zu Hilfe und schleudert Kwon durch den Raum. Auf dem Boden liegend findet Kwon Kreeses Eunjangdo und geht mit diesem auf Axel los. Axel wehrt einen Sprungangriff von Kwon ab, woraufhin dieser in die Klinge stürzt und stirbt. Der wieder zu sich gekommene Braun bricht daraufhin das Turnier ab.

#### Teil 3
Silver kontaktiert Braun und setzt sich für eine Wiederaufnahme des abgebrochenen Sekai Taikai ein. Braun lehnt dies zunächst ab, kann aber umgestimmt werden – vorausgesetzt, die noch im Turnier befindlichen Senseis wären geschlossen dafür. Johnny befürwortet dies, da er hofft, dass Robby und Miguel durch einen Sieg bessere Chancen in ihrem weiteren Leben haben werden, während Daniel dies nach Kwons Tod und seinen Zweifeln an Mr. Miyagi ablehnt. Silver sucht zunächst Johnny und später mit diesem zusammen Daniel auf. Er versichert ihnen, außerhalb der Matte keine krummen Tricks anzuwenden. Auf die Frage, welche Motivation er noch habe lässt er durchklingen, dass er sein Vermögen verloren habe und an Krebs im Endstadium leide – noch einmal ein Turnier zu gewinnen sei der letzte Wunsch, der ihm nun noch bliebe. Daniel darf Zeit und Ort bestimmen und wählt die Halle, in welcher jährlich das All Valley-Turnier abgehalten wird. Doch auch Kreese ist gegen eine Fortsetzung des Turniers. In Südkorea ist er Zeuge, wie Kim Sun-Yung nach Kwons Tod Rache an den anderen Dojos schwört und eine Technik üben lässt, mit bloßen Händen zu töten. Kreese sieht dabei zu, wie die Schüler dies aneinander üben müssen und somit den Tod ihrer Mitschüler riskieren. Fassungslos wendet er sich von seinem alten Sensei ab und kommt zu dem Schluss, dass er sein ganzes Leben lang nach Kim Sun-Yungs Vorbild menschenverachtend gehandelt und vielen Menschen Leid zugefügt hat. Da er sich weigert, Cobra Kai ins fortgesetzte Sekai Taikai zu führen, fällt Kim Sun-Yung das Todesurteil über ihn. Kim Da-Eun soll dieses vollstrecken, sofern sie ihren Großvater überzeugen will, eine würdige Nachfolgerin als Sensei zu sein. Kreese öffnet sich ihr, dass er bereut, was er im Leben getan hat, aber es nun zu spät sei, ein guter Mensch, geschweige denn ein guter Sensei zu werden. Kim Da-Eun wendet sich doch jedoch gegen ihren Großvater, tötet diesen eigenhändig und fordert Kreese auf, nun ein guter Mensch zu sein.
Robby bereitet sich auf seinen Kampf gegen Axel mit Hilfe eines von Hawk und Demetri programmierten Trainingsprogramms vor, ist jedoch nach seiner ersten Begegnung mit dem Titelverteidigung voller Zweifel, dass er diesen besiegen kann. Miguel als sein Sparringpartner kann ihn jedoch motivieren, sich entgegen aller Wahrscheinlichkeiten Axel in Topform zu präsentieren und ohne Angst in den Kampf zu gehen. Sam trainiert zusammen mit Tory, die ihr jedoch offenbart, dass sie nicht antreten wird, da es ständig fürchtlicher Folgen für sie hätte, wenn sie für Cobra Kai Kämpfe bestreitet. Sam versichert ihr jedoch, dass sie im Miyagi-Do-Dojo immer noch Freunde habe und sie auch Robby noch viel bedeuten würde. Chozen erhält einen Brief von Kumiko, dass sie ihn nur als Freund lieben würde. Er verbringt einen Nachmittag mit Daniel, Amanda und deren Freundin Winnie, die ihm die Karten legt. Als er erfährt, dass es eine Frau für ihn gebe, ist er sich sicher, dass dies Kim Da-Eun sein muss. Johnny wird von Rosa zurechtgewiesen, dass seine Tochter mit Carmen unehelich geboren würde und dies vor Gott inakzeptabel sei. Johnny sucht daher seinen alten Freund Pastor Bobby Brown auf, der ihn aber beruhigt, dass sein Kind vor Gott nicht weniger wert wäre. Er kann ihm die Angst nehmen, Carmen einen Heiratsantrag zu machen, was Johnny eigentlich unbedingt will. Während Johnny diesen Antrag vorbereitet und auf Carmen wartet, setzen bei dieser die Wehen ein. Johnny, die Familien Diaz und LaRusso, sowie Robby, Chozen und Bobby eilen ins Krankenhaus. Johnny macht Carmen in ihrem Zimmer einen Antrag und sie werden vor Ort von Bobby getraut. Wenige Minuten später wird ihre Tochter Laura, benannt nach Johnnys verstorbener Mutter, geboren.
Kreese besucht Tory und entschuldigt sich bei ihr für sein Verhalten und alles was er ihr angetan hat. Er habe sich nun für eine Fortsetzung des Turniers ausgesprochen, jedoch soll Tory als einzige Kämpferin für Cobra Kai im Finale antreten, damit sie Weltmeisterin werden kann. Er verabschiedet sich von ihr. Vor dem Halbfinale der Jungen sucht er auch Johnny auf, um sich bei ihm zu entschuldigen, dass er ihn 1984 nach dem verlorenen Finale gegen Daniel fallen ließ, statt ihn aufzubauen. Doch Johnny will diese Entschuldigung nicht annehmen. Robby liefert sich gegen Axel zunächst einen guten Kampf, doch dieser attackiert auf Anweisung von Sensei Wolf sein Knie – Robby muss den Kampf schwer verletzt abbrechen und Axel zieht ins Finale ein. Johnny gibt seinem Sohn zu verstehen, wie stolz er auf ihn ist und Robby, überzeugt davon ehrenhaft gekämpft und durch Karate Freunde und die Liebe seines Vaters gewonnen zu haben, kann seine Situation akzeptieren.
In der Nacht träumt Daniel von Mr. Miyagi und wirft ihm vor, ihn auf einen falschen Weg geführt zu haben, zumal Mr. Miyagi seinerzeit im Turnier einen Menschen getötet habe. Mr. Miyagi bedauert seine Vergangenheit, doch er erinnert Daniel daran, dass es beim Karate darum ginge, niemals kämpfen zu müssen und nicht um Sieg oder Niederlage. Beim Frühstück gesteht Sam ihrem Vater, dass sie nicht gegen Tory im Halbfinale antreten wolle. Daniel fühlt sich durch seinen Traum und Sam darin bestätigt, dass es im Miyagi-Do darum ginge, kämpfen zu können, um nicht kämpfen zu müssen. Er teilt Johnny Sams Entschluss mit und erklärt hierzu, dass, auch wenn ein Lehrer ein fehlerhafter Mensch sei, es doch Aufgabe seiner Schüler sei, die guten Seiten seiner Lehre zu erkennen und diese weiterzutragen. Mit dieser Einsicht sucht Johnny noch einmal das Gespräch mit Kreese. Er gesteht ihm zu, dass er alle seine guten Eigenschaften durch Kreese erlangt und ihn als Idol verehrt habe – als dieser ihn jedoch nach dem Finale 1984 fallen ließ, verlor er sein gesamten Vertrauen in sich selbst und wurde zu einem Menschen, der von diesem Moment an im Leben nur noch scheiterte. Mit Tränen in den Augen entschuldigt sich Kreese bei seinem ehemaligen Schützling und dieses Mal nimmt Johnny die Entschuldigung an.
Da Zara und Axel ohne Gegner ihre Finals automatisch gewinnen würden, übernimmt Johnny als Sensei nun Cobra Kai. Tory nimmt nach dem ausgefallenen Kampf gegen Sam ihren Finalplatz wahr, im Finale der Jungen ist nach dem Tod Kwons ein anderer Kämpfer des Teams startberechtigt. Da er als ehemaliges Mitglied des Dojos Cobra Kai für dieses startberechtigt ist, übernimmt diesen Platz Miguel. Bei der Vorstellung der Kämpfer bekundet Kreese Tory und Johnny seinen tiefen Respekt beiden gegenüber. Daniel hat Johnnys erstes Dojo für diesen wieder angemietet, damit Miguel und Tory für ihre Kämpfe trainieren können. Er glaubt an Johnny und überzeugt ihn, dass er als Sensei von Cobra Kai diesem nach den schlimmen Taten von Kreese und Silver eine neue Richtung geben könne. Axel wird in seinem Training von Sensei Wolf und Silver weiterhin dazu angestachelt, seinen Kampf durch extreme Härte gegen Miguel zu gewinnen, zeigt sich von der geforderten Brutalität jedoch allmählich abgeschreckt. Miguel ist vor seinem Kampf sehr angespannt, da er sich an Axel wegen seiner Attacke gegen Robby rächen wolle. Johnny erklärt ihm jedoch, dass der Wunsch nach Rache der Grund gewesen sei, warum er 1984 gegen Daniel verloren habe. Er solle lieber dafür kämpfen zu ehren, was er gelernt und wie er sich entwickelt habe – so wie es Daniel damals getan habe. Die emotionale Tory bedankt sich bei Familie LaRusso, dass sie von dieser stets Güte erfahren habe.
Obwohl Tory und Miguel durch ihre Siege jeweils Einzelweltmeister werden können, haben die Iron Dragons in der Mannschaftswertung zu viele Punkte Vorsprung, als dass sie noch einholbar scheinen. Tory kann sich in ihrem Kampf gegen die pfeilschnelle und provokante Zara zunächst nicht konzentrieren, doch als Robby ihr vor der zweiten Runde offenbart sie zu lieben und sich beide küssen, kämpft sie wie verwandelt. Sie kann Zara mehrfach zu Boden schicken und gewinnt letztlich durch K. o., was Cobra Kai eine Menge Punkte einbringt. Bevor Miguel in seinen Kampf startet findet er heraus, dass Sam nach diesem Schuljahr nicht wie geplant an der UCLA ein Studium beginnt, sondern zunächst an einem Austauschprogramm nach Okinawa teilnimmt. Dadurch wären die beiden getrennt und inwiefern ihre Beziehung dies aushalten würde scheint fraglich. Doch in einem kurzen Gespräch offenbart Miguel, dass er letztlich nur will, dass Sam glücklich ist. Er beginnt seinen Kampf gegen Axel erfolgreich und kann einige Punkte erzielen. Doch Axel lässt sich in der ersten Pause noch ein letztes Mal von Sensei Wolf anstacheln und kämpft Miguel nieder. Vor der letzten Runde weist Sensei Wolf ihn an, Miguels verheilte Wirbelsäule anzuvisieren und diese zu brechen. Miguel tritt von Johnny animiert an und zeigt alles, was er bislang gelernt hat, offenbart Axel jedoch seinen Rücken, sodass dieser Miguels Wirbelsäule attackieren könnte. Axel entscheidet sich jedoch dagegen, kämpft fair und verliert gegen Miguel. Nach seiner Niederlage distanziert er sich von Sensei Wolf und verlässt dessen Dojo.
Da es in der Mannschaftswertung nun unentschieden steht, soll ein Kampf der Senseis die Entscheidung bringen. Um den Sieg von Sensei Wolf gegenüber Johnny zu sichern, beauftragt Silver seinen Handlanger de Guzman damit, Carmen und Laura zu entführen. Kreese hat diesen Plan jedoch bereits vorausgeahnt, tötet de Guzman und stellt Silver auf dessen Yacht, um Johnny und dessen Familie zu beschützen. Um Silver endgültig aufzuhalten, setzt Kreese ausgelaufenes Benzin in Brand, woraufhin die Yacht explodiert. Daniel und Chozen trainieren mit Johnny für dessen entscheidenden Kampf. Dieser zeigt sich jedoch wenig überzeugt, gegen den erheblich jüngeren und körperlich überlegenen Sensei Wolf eine Chance zu haben. Er befürchtet, wie schon 1984 ein wichtiges Finale zu verlieren und endgültig als Versager dazustehen. Daniel ermuntert ihn jedoch und erinnert ihn, dass Rocky zwar auch viel trainiert, seinen finalen Kampf jedoch verloren habe. Er habe jedoch eisern sein Ziel verfolgt, allen Widerständen zum Trotz, und hätte Menschen gehabt, denen er viel bedeute – so wie auch Johnny. Motiviert dadurch, wie positiv sich sein Leben in den letzten Jahren verändert hat, nimmt Johnny diesen Vergleich an und setzt sein Training fort.
Bei einem gemeinsamen Abendessen schenkt Lucille ihrer Enkelin Sam zum High-School-Abschluss eine wertvolle Perlenkette. Sie erzählt die Geschichte, wie Mr. Miyagi diese Kette, die zuvor dessen Mutter gehörte und die sein Vater ihm vermachte als er Okinawa verließ, mit in die USA brachte. Dort schenkte er sie seiner Frau. Während Mr. Miyagi im 2. Weltkrieg als angehöriger der US-Streitkräfte an der Front kämpfte und hierfür mit der Medal of Honor ausgezeichnet wurde, starben seine Frau und das gemeinsame Kind im Manzanar War Relocation Center. Eine Wache nahm diese Kette an sich und griff Mr. Miyagi an, als dieser ihre Herausgabe forderte. In Notwehr tötete Mr. Miyagi den Mann. Später übergab Mr. Miyagi die Kette an Lucille, um sie zu gebener Zeit an Sam weiterzugeben. Daniel erinnert sich an den Zeitungsbericht aus der versteckten Kiste und ist erleichtert, nun die Geschichte dahinter zu kennen, die Mr. Miyagi nicht als Raubmörder überführt.
Im Finalkampf kommt Johnny zunächst nicht gegen Sensei Wolf an, der absichtlich regelwidrige Treffer landet, um Johnny möglichst lange zu demütigen. In einer für Daniel äußert untypischen, Cobra Kai-mäßigen Ansprache kann dieser Johnny jedoch noch einmal anheizen und durch die Kombination von offensivem Cobra Kai und defensivem Miyagi-Do kann er den Kampf wieder offener gestalten. Er besiegt Sensei Wolf und sichert Cobra Kai somit den Gesamtsieg. Er hat sein eigenes Trauma nach seiner Finalniederlage 1984 somit überwunden. Durch das Preisgeld können er, Carmen und Laura ein neues Haus beziehen und Miguel das Studium finanzieren. Demetri hat sich gegen das MIT entschieden und beginnt mit Hawk ein Studium am California Institute of Technology. Robby und Tory werden Botschafter für einen großen Sportartikelhersteller. Chozen zieht nach Südkorea und schließt sich dem Dojo von Kim Da-Eun an. Sam wird von ihren Eltern zum Flughafen gebracht, um ihr Auslandsjahr auf Okinawa anzutreten. Dort schließt sich ihr überraschend Miguel an, der seinen Studienbeginn noch etwas aufschiebt. Johnny eröffnet ein neues Cobra Kai-Dojo, in welchem auch Stingray anheuert. Sensei für den defensiven Kampf wird Daniel, der die Schüler ebenso Miyagi-Do lehrt. Zuletzt nimmt Johnny frustriert zur Kenntnis, dass er ab sofort für sein Haus Grundsteuer und für sein Dojo Gewerbesteuer zahlen muss.

## Produktion und Veröffentlichung
Die Serie wurde erstmals am 4. August 2017 von YouTube angekündigt, mit einer ersten Staffel, bestehend aus zehn je rund halbstündigen Folgen, geschrieben und produziert von Josh Heald, Jon Hurwitz und Hayden Schlossberg, wobei Hurwitz und Schlossberg auch die Regie übernahmen. Produziert wird die Serie von Overbrook Entertainment und Sony Pictures Television. William Zabka und Ralph Macchio wurden bereits bei der Ankündigung der Serie als Hauptdarsteller in ihren alten Rollen bestätigt, die übrige Besetzung wurde am 24. Oktober 2017 bekannt gegeben, darunter auch Ed Asner in einer Gastrolle als Johnnys Stiefvater.
Die Dreharbeiten zur Serie begannen im Oktober 2017 in Atlanta. Teile wurden auch in Los Angeles gedreht, dabei auch an Schauplätzen des Originalfilmes. Ab Februar 2018 veröffentlichte YouTube mehrere Teaser zur Serie, am 21. März 2018 schließlich den ersten Trailer. Bis Mitte Juni wies dieser fast 38 Millionen Aufrufe auf. Die Serie zeigt auch Ausschnitte aus den Filmen der 1980er, dabei auch seinerzeit ungenutztes Material, alternative Kameraeinstellungen und Szenen mit dem 2005 verstorbenen Pat Morita.

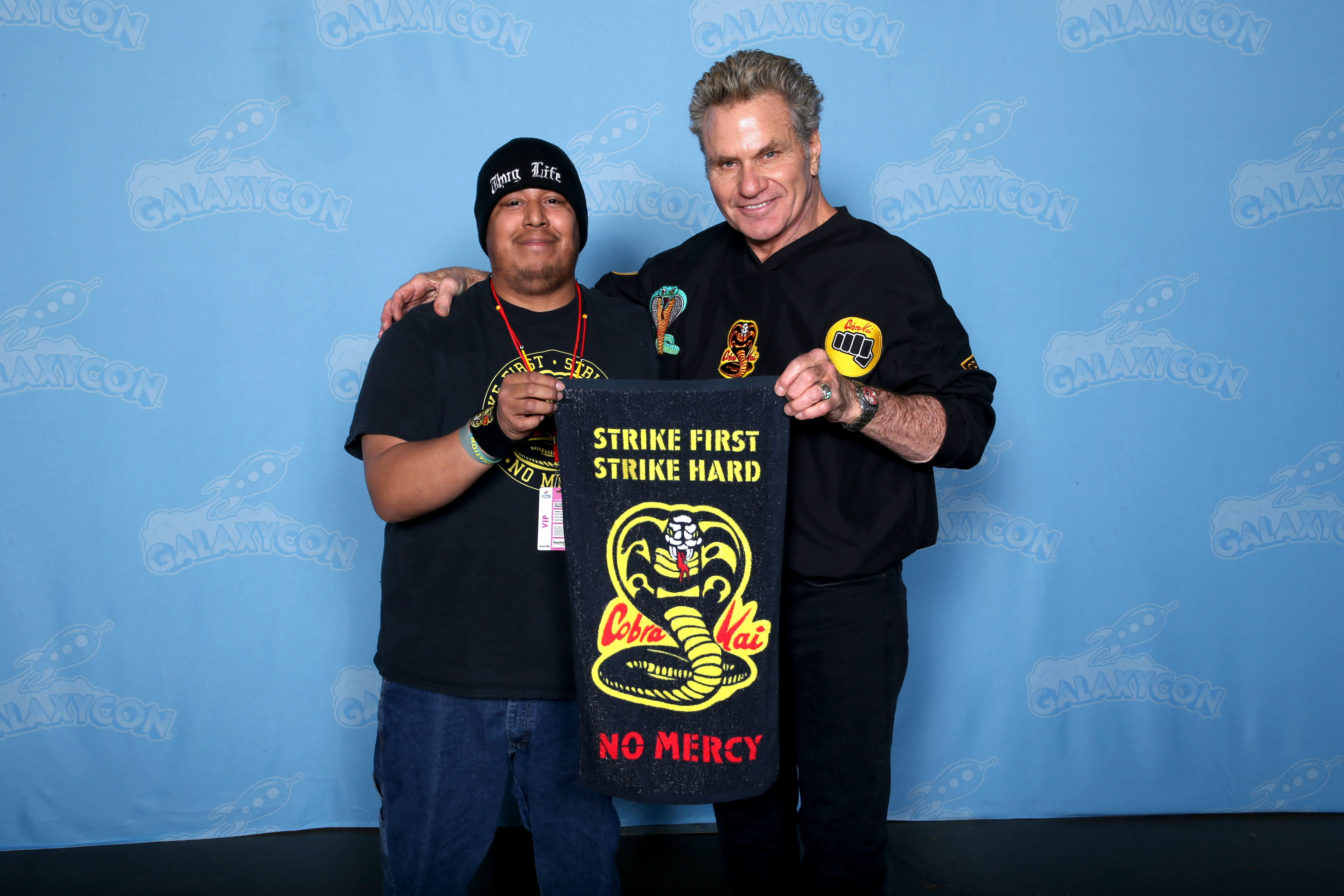
Martin Kove mit Fan bei der GalaxyCon (2019)

Die Erstveröffentlichung von Cobra Kai fand am 24. April 2018 im SVA Theatre in New York statt, im Rahmen des Tribeca Film Festivals. Bei YouTube wurde die erste Staffel der Serie am 2. Mai 2018 veröffentlicht. Wie bei YouTube-Red-Serien üblich, wurden dabei alle zehn Folgen der ersten Staffel zugleich freigegeben. Am 10. Mai 2018 kündigte YouTube eine zweite Staffel an. Die Dreharbeiten sollen noch 2018 beginnen und die Staffel 2019 veröffentlicht werden. Alle Hauptdarsteller wurden dabei in ihren Rollen bestätigt, zudem auch Martin Kove in seiner alten Rolle als John Kreese, dem Cobra-Kai-Sensei der alten Karate-Kid-Filme, der bereits in der letzten Folge der ersten Staffel einen Gastauftritt absolvierte. Weitere Gastauftritte von Darstellern des Originalfilmes von 1984 wurden absolviert von Randee Heller, als Daniels Mutter (zwei Folgen), sowie in einer Folge von Johnnys früheren Freunden und Cobra Kai-Kameraden, Tony O’Dell als Jimmy, Ron Thomas als Bobby und, in seiner letzten Rolle vor seinem Tod, Rob Garrison als Tommy. In der dritten Staffel traten Elisabeth Shue (als Ali Mills) sowie Tamlyn Tomita und Yuji Okumoto (Kumiko und Chozen aus Karate Kid II) auf. Ron Thomas und Traci Toguchi (Yuna) traten ebenfalls in der dritten Staffel auf, in der auch Dee Snider einen Gastauftritt absolvierte. Bei einem Interview mit dem YouTube-Kanal Cobra Kai Theory äußerte Sean Kanan (Mike Barnes aus Karate Kid III – Die letzte Entscheidung, schon in einer Rückblende in Staffel 3 zu sehen), er stünde mit den Produzenten der Serie in Kontakt, dürfe aber keine näheren Aussagen über eine Einbettung seiner Rolle in die Serie äußern. Hilary Swank (Julie Pierce aus Karate Kid IV – Die nächste Generation) bekundete erstmals 2019 zaghaftes Interesse an einem Auftritt in der Serie. Im Dezember 2020 äußerte Produzent Jon Hurwitz, die Drehbuchautoren sprächen über alle Charaktere des „Miyagi-verse“, so auch über Julie Pierce. Mögliche Einbindungen müssten aber „organisch“ wirken. Laut ihm wäre die Serie mittlerweile auf fünf bis sechs Staffeln ausgelegt.
YouTube bietet seinen Streamingdienst YouTube Red bisher nicht in Europa an. Nur die ersten beiden Folgen der Serie sind kostenlos bei YouTube zu sehen, dabei auch mit deutschen Untertiteln. Am 18. Juni 2018 startete YouTube unter dem Namen YouTube Premium einen kostenpflichtigen Dienst, mit dem die Youtube-Red-Serien auch im deutschsprachigen Raum verfügbar sind. Eine weitere Möglichkeit, die gesamte Serie in Europa zu sehen, gestaltete sich kostenpflichtig über Google Play. Seit dem 28. August 2020 bietet Netflix die Serie, inklusive deutscher Synchronisation, auf seinem Streamingportal an.
Die dritte Staffel der Serie war ursprünglich für den 8. Januar 2021 angekündigt, wurde dann allerdings auf den 1. Januar vorverschoben.
Die vierte Staffel wurde am 5. August 2021 angekündigt und am 31. Dezember 2021 veröffentlicht.
Die fünfte Staffel wurde am 27. August 2021 angekündigt und am 9. September 2022 veröffentlicht.
Die sechste Staffel wurde als dreigeteilt angekündigt: Dabei bilden die Folgen 1 bis 5 einen ersten, die Folgen 6 bis 10 einen zweiten und die Folgen 11 bis 15 einen dritten Part. Die ersten fünf Folgen wurden am 18. Juli 2024 und die zweiten fünf am 15. November 2024 veröffentlicht.
Unter dem Namen Cobra Kai: The Karate Kid Saga Continues erschien am 27. Oktober 2020 ein Beat-’em-up-Videospiel für die PlayStation 4, Xbox One und Nintendo Switch. Unter dem gleichen Namen veröffentlicht der US-amerikanische Verlag IDW Publishing seit 2019 eine Comicreihe.

## Episodenliste
| 1 | 10 | 10 | 2. Mai 2018       | 28. August 2020   |                   |                   |
| 2 | 10 | 10 | 24. April 2019    | 28. August 2020   |                   |                   |
| 3 | 10 | 10 | 1. Januar 2021    | 1. Januar 2021    | 1. Januar 2021    | 1. Januar 2021    |
| 4 | 10 | 10 | 31. Dezember 2021 | 31. Dezember 2021 | 31. Dezember 2021 | 31. Dezember 2021 |
| 5 | 10 | 10 | 9. September 2022 | 9. September 2022 | 9. September 2022 | 9. September 2022 |
| 6 | 15 | 5  | 18. Juli 2024     | 18. Juli 2024     | 18. Juli 2024     | 18. Juli 2024     |
| 6 | 15 | 5  | 15. November 2024 | 15. November 2024 | 15. November 2024 | 15. November 2024 |
| 6 | 15 | 5  | 13. Februar 2025  | 13. Februar 2025  | 13. Februar 2025  | 13. Februar 2025  |

## Besetzung und Synchronisation
Für die Serie wurden 2020 zwei Synchronisationen erstellt. Zuerst erschien die Synchronisation durch die Interopa Film GmbH in Berlin auf Netflix, obwohl sie als zweites entstanden ist. Die Dialogregie führte Boris Tessmann. Die Dialogbücher stammen von Jordana Bauch, Martina Marx und Frank-Michael Helmke. Die Synchronisation für die DVD- und Blu-ray-Veröffentlichung von Nameless Media entstand bei Legendary Units GmbH in Berlin, wo Stefanie Masnik für die Dialogregie verantwortlich war. Die originalen Synchronsprecher der Filmprotagonisten wurden in beiden Fassungen der Serie nicht verpflichtet. Lediglich Ronald Nitschke, der den Cobra Kai-Sensei John Kreese nur in einem seiner drei Karate-Kid-Auftritte (Karate Kid III – Die letzte Entscheidung) sprach, ist in der Netflix-Fassung wieder zu hören.

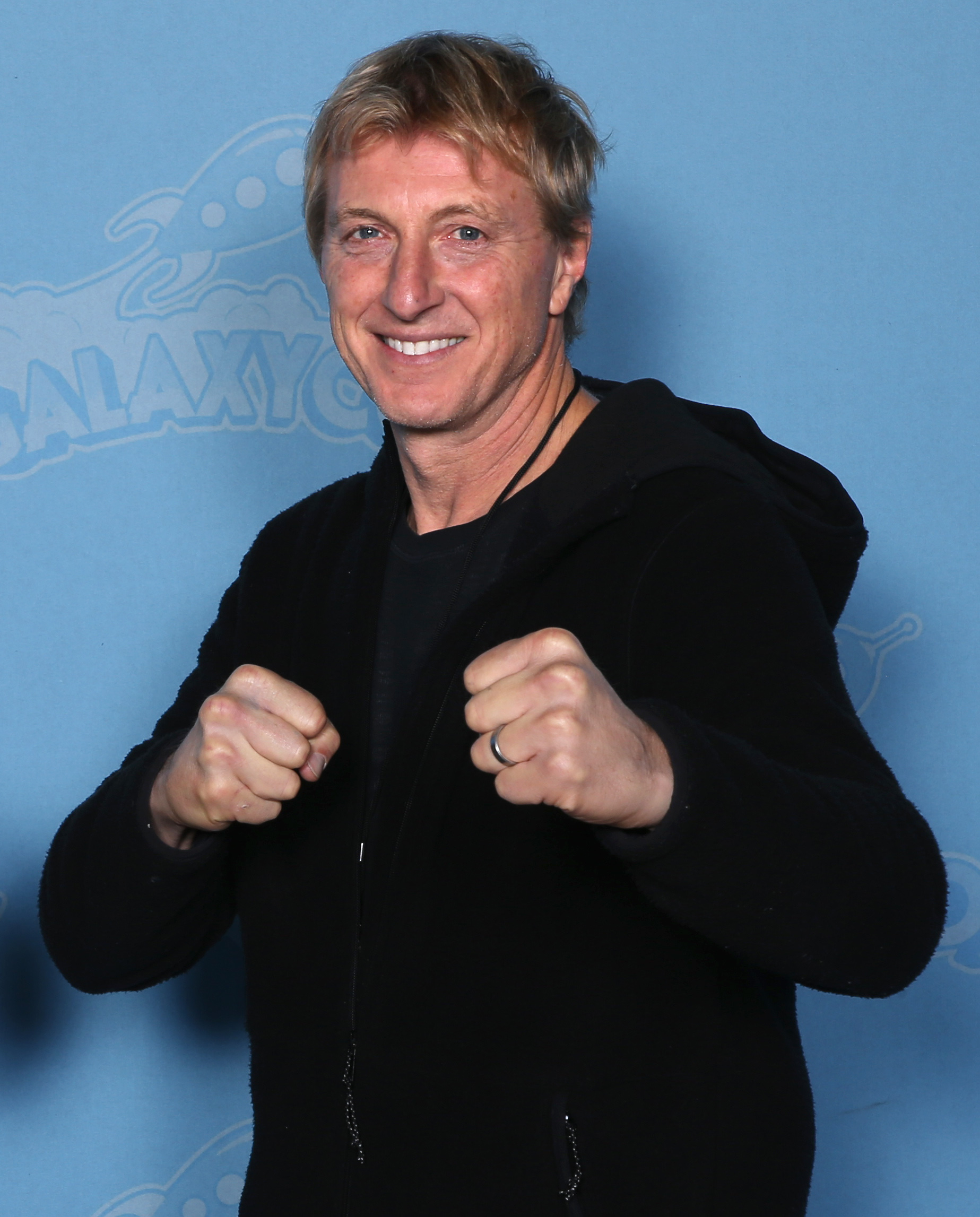
William Zabka bei der GalaxyCon (2019)

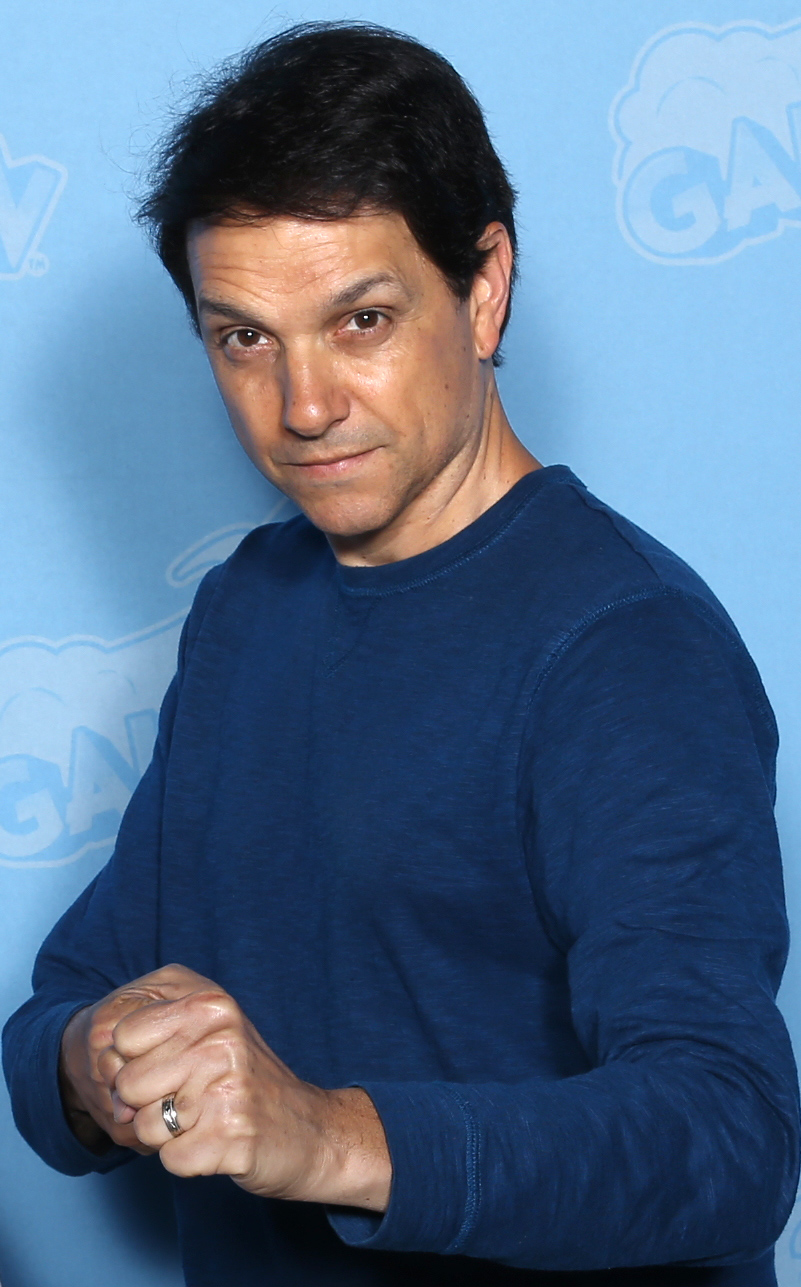
Ralph Macchio bei der GalaxyCon (2019)

### Hauptrollen
| Rolle                | Schauspieler        | Staffel      | Staffel    | Staffel    | Staffel    | Staffel    | Staffel    | Staffel    | Staffel    | Synchronsprecher (Netflix) |
| Rolle                | Schauspieler        | 1            | 2          | 3          | 4          | 5          | 6          | 6          | 6          | Synchronsprecher (Netflix) |
| Rolle                | Schauspieler        | 1            | 2          | 3          | 4          | 5          | Teil 1     | Teil 2     | Teil 3     | Synchronsprecher (Netflix) |
| -------------------- | ------------------- | ------------ | ---------- | ---------- | ---------- | ---------- | ---------- | ---------- | ---------- | -------------------------- |
| Daniel LaRusso       | Ralph Macchio       | Hauptrolle   | Hauptrolle | Hauptrolle | Hauptrolle | Hauptrolle | Hauptrolle | Hauptrolle | Hauptrolle | Rainer Fritzsche           |
| Johnny Lawrence      | William Zabka       | Hauptrolle   | Hauptrolle | Hauptrolle | Hauptrolle | Hauptrolle | Hauptrolle | Hauptrolle | Hauptrolle | Dennis Schmidt-Foß         |
| Amanda LaRusso       | Courtney Henggeler  | Hauptrolle   | Hauptrolle | Hauptrolle | Hauptrolle | Hauptrolle | Hauptrolle | Hauptrolle | Hauptrolle | Melanie Hinze              |
| Miguel Diaz          | Xolo Maridueña      | Hauptrolle   | Hauptrolle | Hauptrolle | Hauptrolle | Hauptrolle | Hauptrolle | Hauptrolle | Hauptrolle | Julian Tennstedt           |
| Robby Keene          | Tanner Buchanan     | Hauptrolle   | Hauptrolle | Hauptrolle | Hauptrolle | Hauptrolle | Hauptrolle | Hauptrolle | Hauptrolle | Flemming Stein             |
| Samantha LaRusso     | Mary Matilyn Mouser | Hauptrolle   | Hauptrolle | Hauptrolle | Hauptrolle | Hauptrolle | Hauptrolle | Hauptrolle | Hauptrolle | Jodie Blank                |
| Eli „Hawk“ Moskowitz | Jacob Bertrand      | Nebenrolle   | Hauptrolle | Hauptrolle | Hauptrolle | Hauptrolle | Hauptrolle | Hauptrolle | Hauptrolle | Fabian Heinrich            |
| Demetri Alexopoulos  | Gianni DeCenzo      | Nebenrolle   | Hauptrolle | Hauptrolle | Hauptrolle | Nebenrolle | Hauptrolle | Hauptrolle | Hauptrolle | Hannes Maurer              |
| John Kreese          | Martin Kove         | Gastauftritt | Hauptrolle | Hauptrolle | Hauptrolle | Hauptrolle | Hauptrolle | Hauptrolle | Hauptrolle | Ronald Nitschke            |
| Tory Nichols         | Peyton List         |              | Nebenrolle | Nebenrolle | Hauptrolle | Hauptrolle | Hauptrolle | Hauptrolle | Hauptrolle | Alice Bauer                |
| Carmen Diaz          | Vanessa Rubio       | Nebenrolle   | Nebenrolle | Nebenrolle | Hauptrolle | Hauptrolle | Hauptrolle | Hauptrolle | Hauptrolle | Daniela Hoffmann           |
| Terry Silver         | Thomas Ian Griffith |              |            |            | Hauptrolle | Hauptrolle |            | Hauptrolle | Hauptrolle | Bernd Vollbrecht           |
| Kenny Payne          | Dallas Dupree Young |              |            |            | Nebenrolle | Hauptrolle | Hauptrolle | Hauptrolle | Hauptrolle | Oliver Szerkus             |

### Nebenrollen
| Rolle                     | Darsteller          | Nebenrolle (Staffel) | Synchronsprecher (Netflix)                                      |
| ------------------------- | ------------------- | -------------------- | --------------------------------------------------------------- |
| Kyler Park                | Joe Seo             | 1, 3–6               | Amadeus Strobl                                                  |
| Yasmine                   | Annalisa Cochrane   | 1, 3–6               | Laura Elßel                                                     |
| Louie LaRusso Jr.         | Bret Ernst          | 1, 3–6               | Tobias Müller                                                   |
| Brucks                    | Bo Mitchell         | 1, 3, 6              | Cedric Eich                                                     |
| Moon                      | Hannah Kepple       | 1–6                  | Lea Kalbhenn                                                    |
| Anoush Norouzi            | Dan Ahdoot          | 1–6                  | Boris Tessmann                                                  |
| Armand Zarkarian          | Ken Davitian        | 1–3                  | Tayfun Bademsoy                                                 |
| Lyle                      | Matt Borlenghi      | 1–3, 5–6             | Peter Lontzek                                                   |
| „Obdachlose“ Lynn         | Susan Gallagher     | 1–4                  | Silvia Mißbach                                                  |
| Sid Weinberg              | Ed Asner            | 1, 3                 | Uli Krohm                                                       |
| Tom Cole                  | David Shatraw       | 1, 3                 | Michael Nowka                                                   |
| Anthony LaRusso           | Griffin Santopietro | 1–6                  | Joe Simon (Staffel 1–2) Ben Hadad (Staffel 3–6)                 |
| Aisha Robinson            | Nichole Brown       | 1–2, 4               | Lena Rettinghaus                                                |
| Rosa Diaz                 | Rose Bianco         | 1–6                  | Monica Bielenstein (Staffel 1–5) Cornelia Meinhardt (Staffel 6) |
| Shannon Keene             | Diora Baird         | 1–6                  | Katrin Zimmermann                                               |
| Lucille LaRusso           | Randee Heller       | 1–2, 4, 6            | Joseline Gassen (Staffel 1–4) Heide Domanowski (Staffel 6)      |
| Trey                      | Terayle Hill        | 1–3                  | David Turba                                                     |
| Cruz                      | Jeff Kaplan         | 1–3                  | Sebastian Kluckert                                              |
| Bert                      | Owen Morgan         | 1–6                  | Carlos Fanselow                                                 |
| Chris                     | Khalil Everage      | 2–6                  | Sebastian Fitzner                                               |
| Mitch                     | Aedin Mincks        | 2–6                  | Dirk Petrick                                                    |
| Raymond „Stingray“ Porter | Paul Walter Hauser  | 2–6                  | Leonhard Mahlich                                                |
| Ali Mills                 | Elisabeth Shue      | 3                    | Maud Ackermann                                                  |
| Kumiko                    | Tamlyn Tomita       | 3                    | Chie Kumai                                                      |
| John Kreese (jung)        | Barrett Carnahan    | 3–5                  | Tim Schwarzmaier                                                |
| Captain George Turner     | Terry Serpico       | 3, 5                 | Klaus-Dieter Klebsch                                            |
| Shawn Payne               | Okea Eme-Akwari     | 3–4, 6               | Kaze Uzumaki                                                    |
| Chozen Toguchi            | Yuji Okumoto        | 3–6                  | Yusuke Yamasaki                                                 |
| Devon Lee                 | Oona O’Brien        | 4–6                  | Tabea Börner                                                    |
| Hector Salazar            | Luis Roberto Guzmán | 5                    | Sebastian Christoph Jacob                                       |
| Jessica Andrews           | Robyn Lively        | 5                    | Melanie Pukaß                                                   |
| Kim Da-Eun                | Alicia Hannah-Kim   | 5–6                  | Magdalena Turba                                                 |
| Gunther Braun             | Carsten Norgaard    | 5–6                  | Hanns-Jörg Krumpholz                                            |
| Mike Barnes               | Sean Kanan          | 5–6                  | Manou Lubowski                                                  |
| Kwon Jae-Sung             | Brandon H. Lee      | 6                    | Sascha Werginz                                                  |
| Yoon Do-Jin               | Daniel Kim          | 6                    | Nick Forsberg                                                   |
| Sensei Wolf               | Lewis Tan           | 6                    | Bernd Egger                                                     |
| Zara Malik                | Rayna Vallandingham | 6                    | Karolina Nägele                                                 |

## Rezeption
Nach der Veröffentlichung wurde Cobra Kai sehr positiv aufgenommen. So hält die erste Staffel der Serie bei Rotten Tomatoes eine Wertung von 100 %, basierend auf 49 Kritiken. Die zweite und dritte Staffel erhielten jeweils eine Zustimmungsrate von 90 %. Marco Engelien bezeichnet Cobra Kai bei curved.de als „die beste Serie, die ihr nicht schauen werdet“ (bezogen auf die anfängliche Nichtverfügbarkeit in Europa). James Rolfe bezeichnet die Serie als „genial“ und sieht Johnny Lawrence, bzw. William Zabka, als den Protagonisten der Serie, wobei er lobt, dass dieser dennoch seine Ecken und Kanten besitze und somit mehr als Antiheld fungiere. Lobend hebt er zudem hervor, dass sich die Serie über zeitgenössische Thematiken wie „Kultursensibilität“, „Gender-Equality“ und Politische Korrektheit lustig mache.

## Auszeichnungen
2018 wurde Cobra Kai als erste YouTube-Red-Serie für einen Emmy in der Kategorie „Beste Stuntkoordination für eine Comedyserie“ nominiert. Mit dieser einzigen Nominierung zeigte sich YouTube-Red-Leiterin Susanne Daniels jedoch unzufrieden, da die Serie „viel mehr verdient hätte“. Bis 2022 folgten sieben weitere Nominierungen, darunter 2021 als beste Comedy-Serie.